# Ishi-dōrō
Ishi-dōrō (石燈籠) is een traditionele stenen Japanse lantaarn (tōrō). Ishi-dōrō werd oorspronkelijk met boeddhisme vanuit China via Korea naar Japan gebracht, in de Asuka-periode als een votieflamp geplaatst voor een Boeddhahal, en uit de Heian-periode is het zowel bij Shinto-heiligdommen als bij boeddhistische tempels gebruikt. De toepassing dateert vooral in de Japanse tuin uit de ontwikkeling van de theetuinstijl in het Momoyama-tijdperk en vanaf de Edo-periode is het een essentiële tuinfaciliteit geweest.

## Verscheidenheid in stenen lantaarns
Van de ishi-dōrō worden tachigata tōrō (sokkel- of platformlantaarns), nozura-dōrō (ruw-stenen lantaarns) gerekend tot de platformlantaarns (dai-dōrō), evenals metalen lantaarns (kana-dōrō), porseleinen lantaarns en houten lantaarns (mokusei tōrō). Verder worden enkele stenen lantaarntypen, die geen sokkel of platform (kiso) bezitten tot ishi-dōrō gerekend, zoals ikekomigata tōrō (ingegraven lantaarns), yukimigata tōrō (sneeuwtonende lantaarns) en okigata tōrō (verplaatsbare, zittende lantaarns).
| Traditionele lantaarns in Japan, hoofdgroepen. | Traditionele lantaarns in Japan, hoofdgroepen. | Traditionele lantaarns in Japan, hoofdgroepen. | Traditionele lantaarns in Japan, hoofdgroepen. | Traditionele lantaarns in Japan, hoofdgroepen. | Traditionele lantaarns in Japan, hoofdgroepen. |
| Onderdelen tōrō                                | Onderdelen tōrō                                | Onderdelen tōrō                                | Traditionele materialen                        | Traditionele materialen                        | Traditionele materialen                        |
| ---------------------------------------------- | ---------------------------------------------- | ---------------------------------------------- | ---------------------------------------------- | ---------------------------------------------- | ---------------------------------------------- |
| platform, sokkel                               | schacht, zuil                                  | opmerkingen                                    | steen ↓ Ishi-dōrō ↓                            | metaal ↓ Kana dōrō ↓                           | hout, bamboe                                   |
| kiso, dai, jirin                               | sao                                            | \| plat- form- lan- taarns \| → Dai-dōrō → \|  | Tachigata tōrō                                 | Kinzoku tōrō                                   | Mokusei tōrō                                   |
| kiso, dai, jirin                               | sao                                            | \| plat- form- lan- taarns \| → Dai-dōrō → \|  | Nozura-dōrō                                    | Kinzoku tōrō                                   | Mokusei tōrō                                   |
| –                                              | ingegraven                                     | schachtlantaarns                               | Ikekomigata tōrō                               | …                                              | Mokusei tōrō                                   |
| → 1-6 benen                                    | → 1-6 benen                                    | kasa groot                                     | Yukimigata tōrō                                | …                                              | Andon Bonbori Chōchin                          |
| –                                              | –                                              |                                                | Okigata tōrō                                   | Tsurigata tōrō                                 | Andon Bonbori Chōchin                          |
| aangepaste pagode (tō)                         | aangepaste pagode (tō)                         | aangepaste pagode (tō)                         | Tōgata tōrō                                    | Tōgata tōrō                                    | Andon Bonbori Chōchin                          |
| plat- form- lan- taarns                        | → Dai-dōrō →                                   |                                                |                                                |                                                |                                                |

Ishidōrō - stenen platformlantaarns
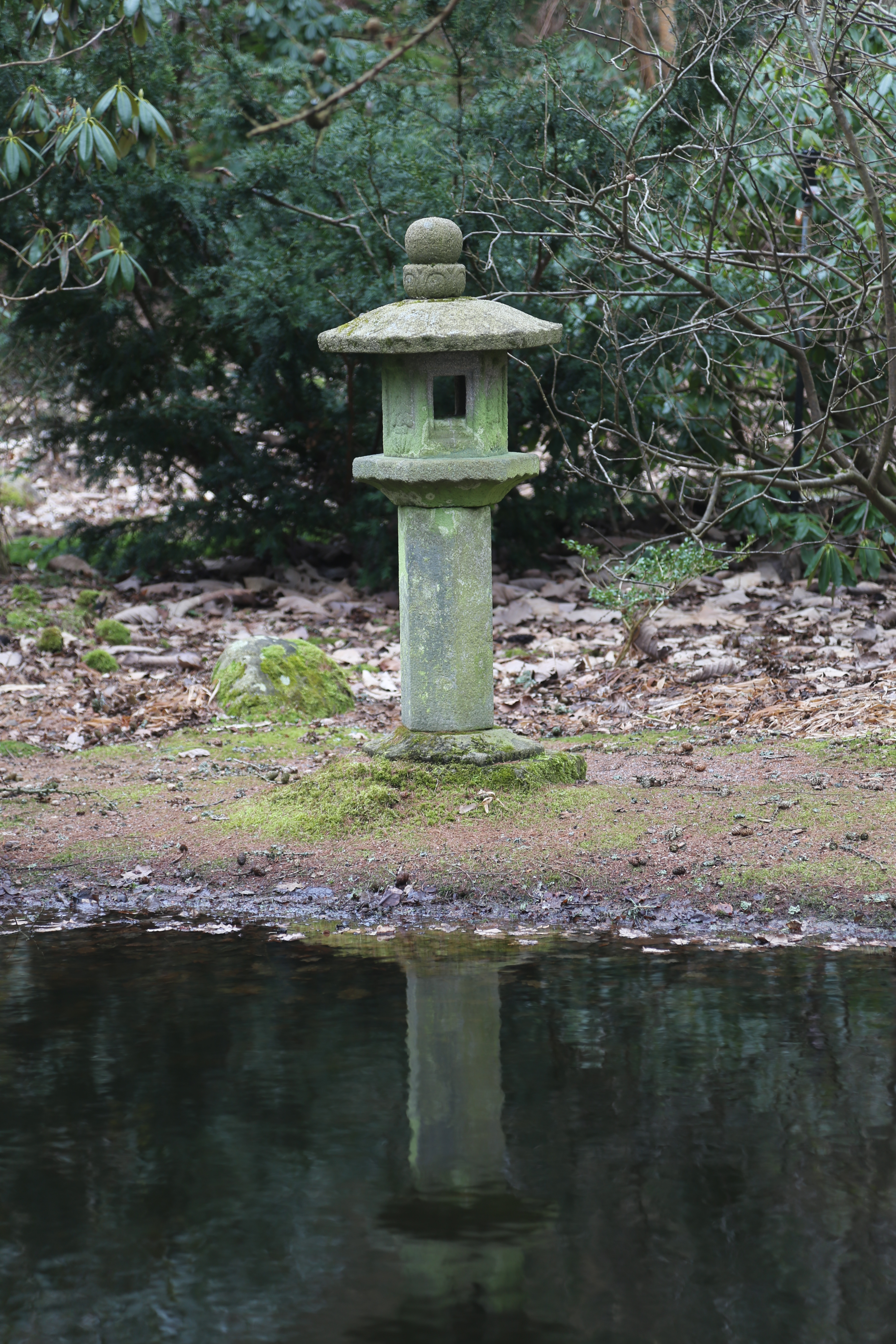
Ishidōrō bij het water
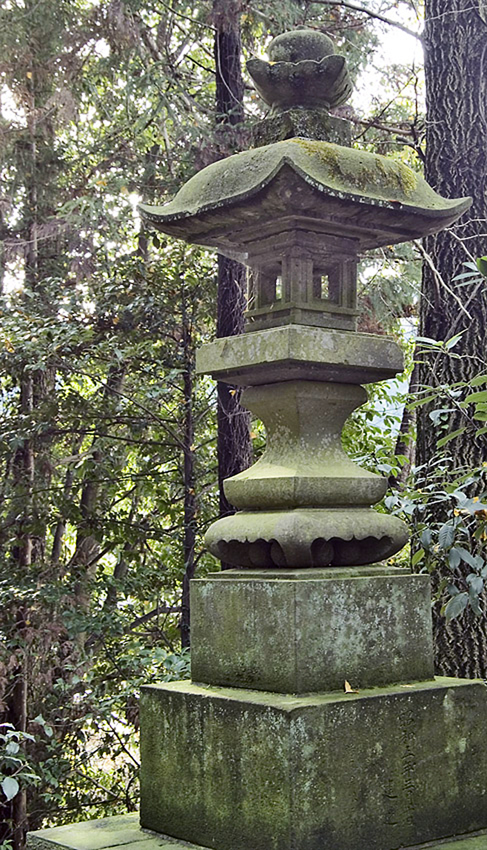
Aso Jinja, Hamura, Tokyo
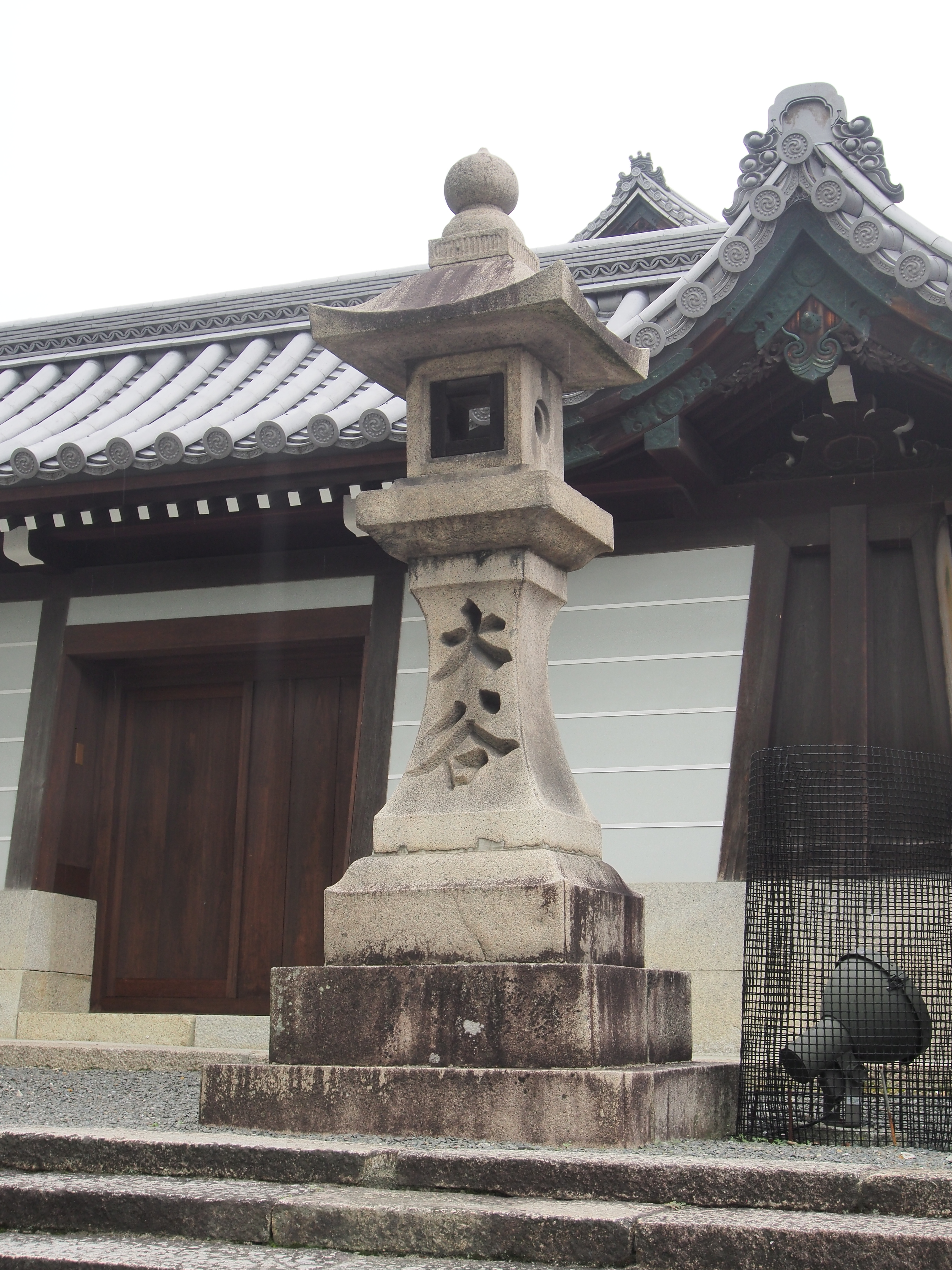
Otani Ishidōrō
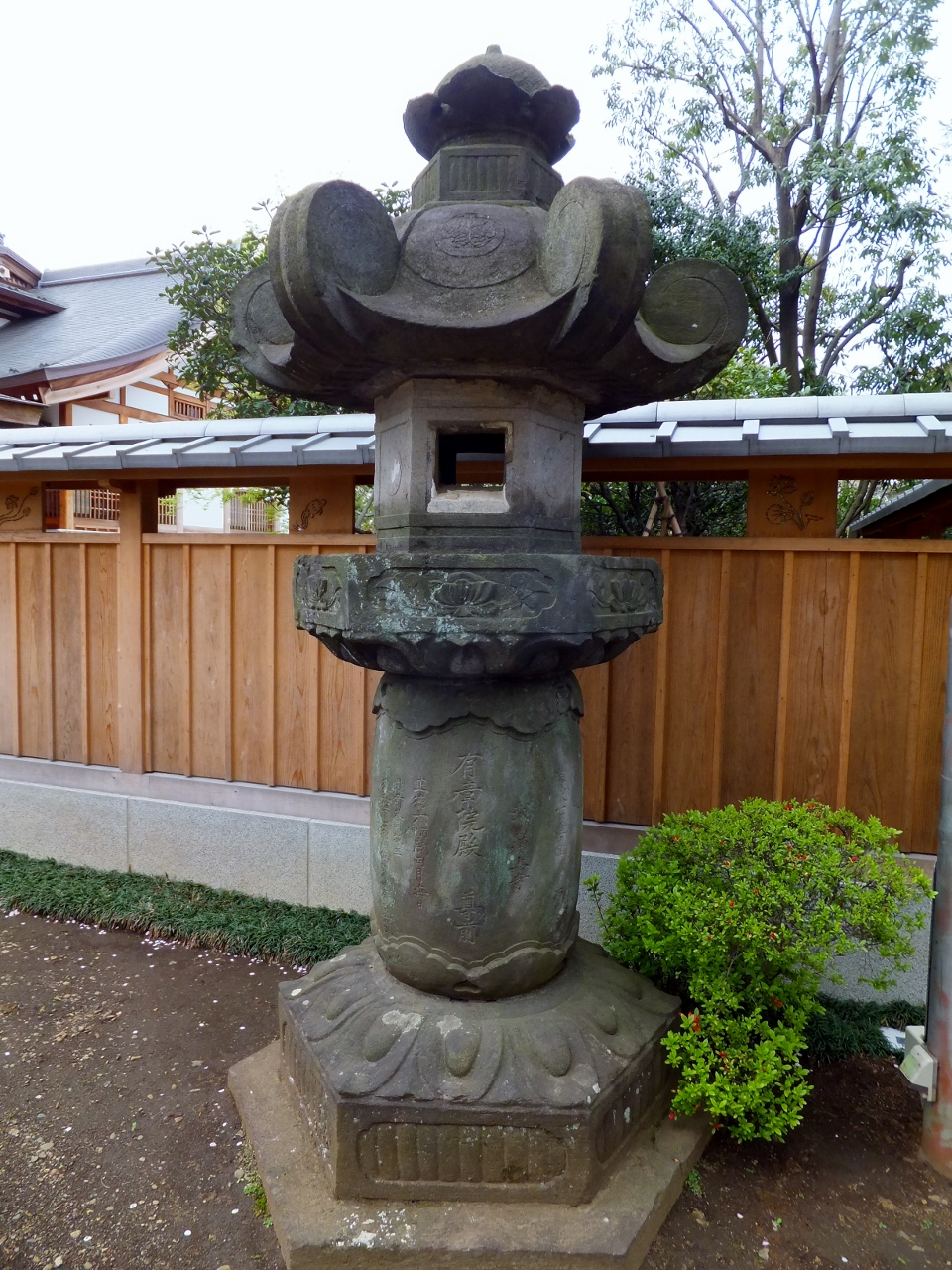
Tozenji Ishidōrō

## Tachigata tōrō
Tot Tachigata tōrō, (立ち灯籠, platform- of sokkel-lantaarns) wordt een variatie aan stenen platformlantaarns gerekend, zoals: Enshūgata tōrō, Kasuga-dōrō (Kasuga lantaarns / tempellantaarns), Miyatachigata tōrō (vierkante lantaarns, schrijnlantaarns), Okunoingata tōrō, Sangatsudōgata tōrō, Shiratayūgata tōrō, Shinzengata tōrō, Uzumasagata tōrō, Yose-dōrō (samengestelde stenen lantaarns), Yūnoki-dōrō (citroenboom-lantaarns) en Zendōjigata tōrō.

### Enshūgata tōrō
Enshūgata tōrō heeft de naam gekregen van naar de enshū-dōrō lantaarns. Enshūgata tōrō (遠州形灯籠) is een type tuinlantaarn. Een enshūgata tōrō is over het algemeen zeskantig en heeft een opvallend hoge kap (kasa) (als een uitgerekte bolhoed) met hoekrollen (warabite), en korte stam (sao). De vuurkamer (hibukuro) heeft arabeske oppervlaktedecoraties van Chinees gras- of bloemenmotief (karakusamon). Enshūgata tōrō is vergelijkbaar met de kasuga-dōrō.

Enshū-dōrō
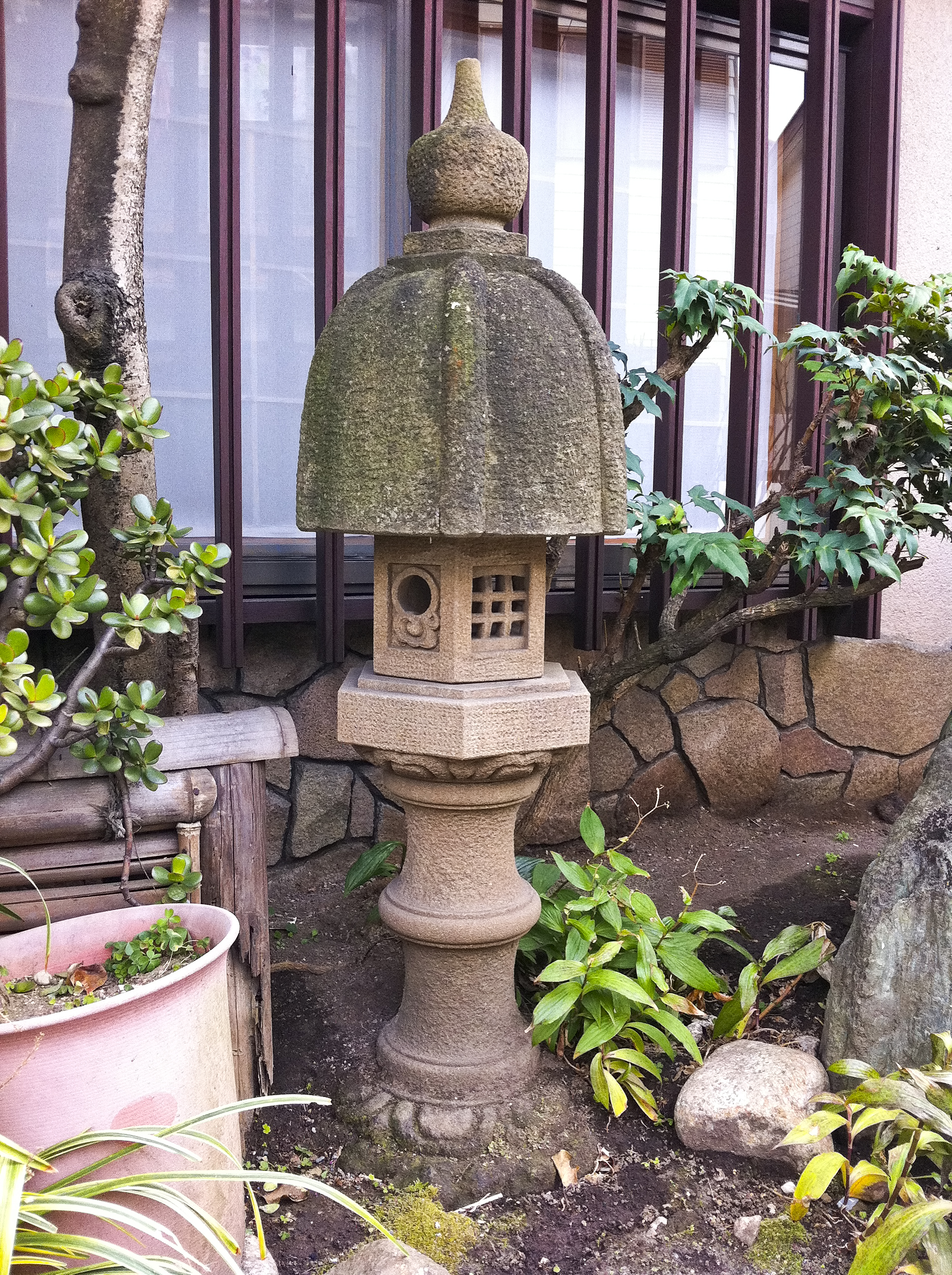
Enshū-dōrō
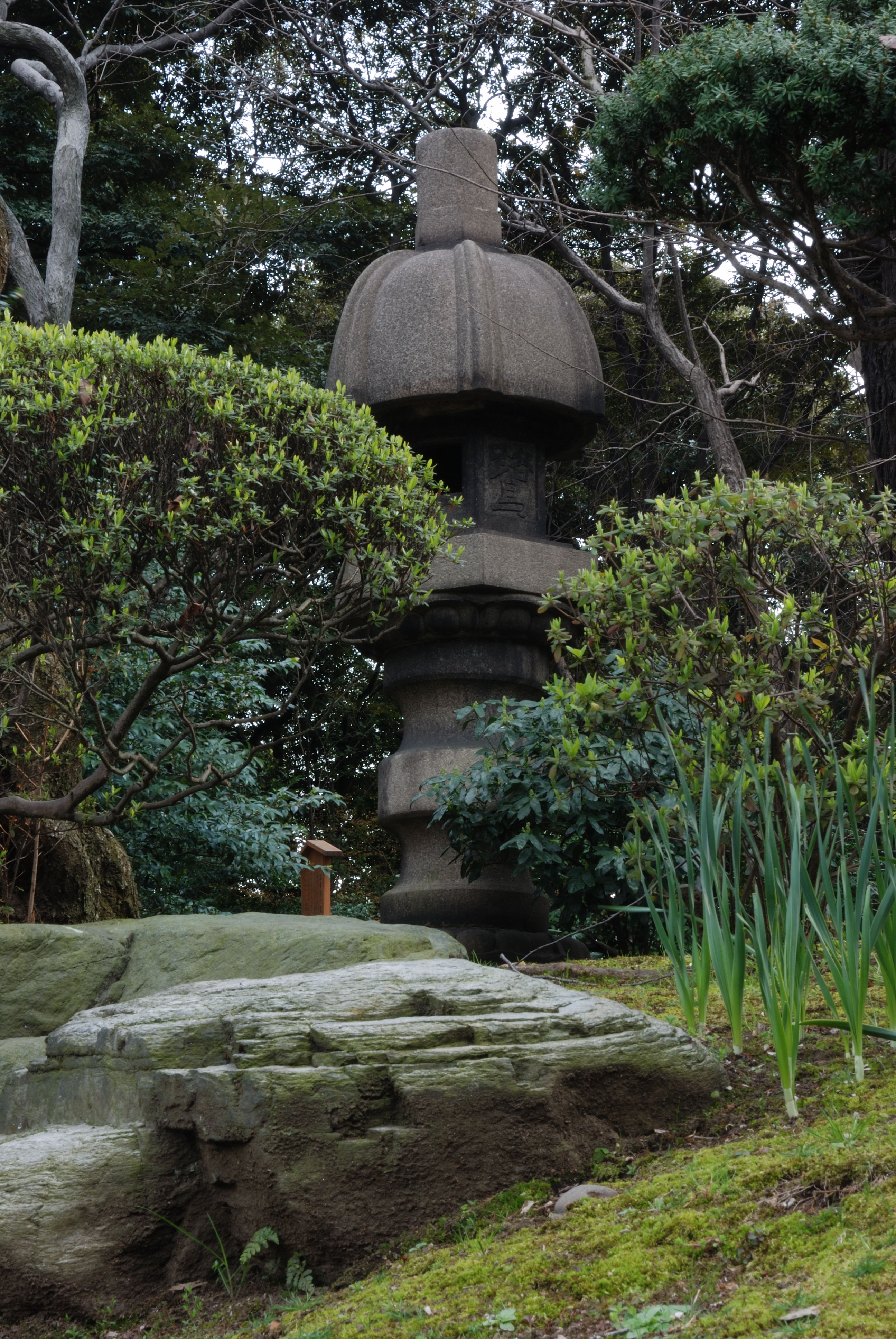
Nuresagi-dōrō
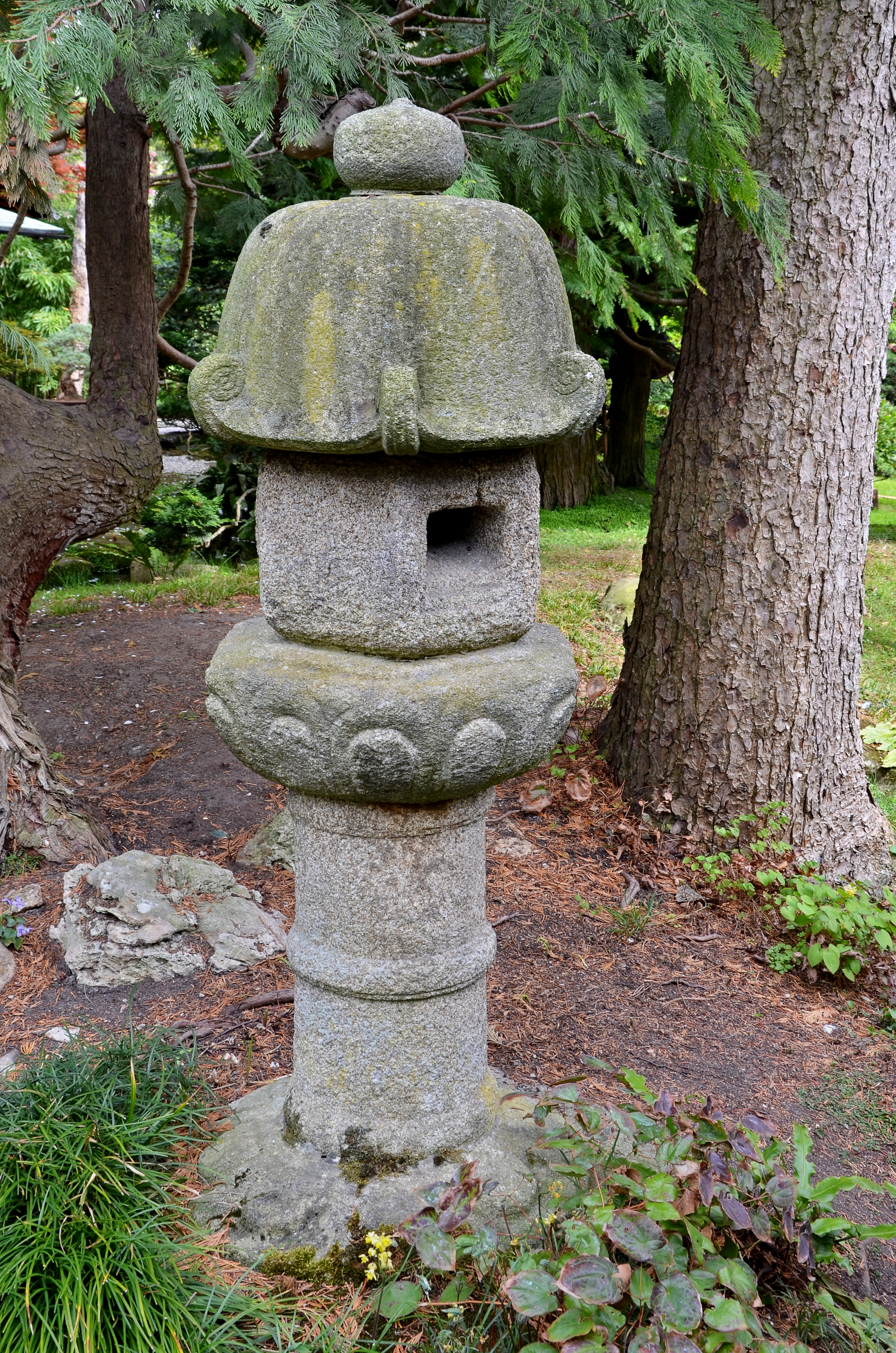
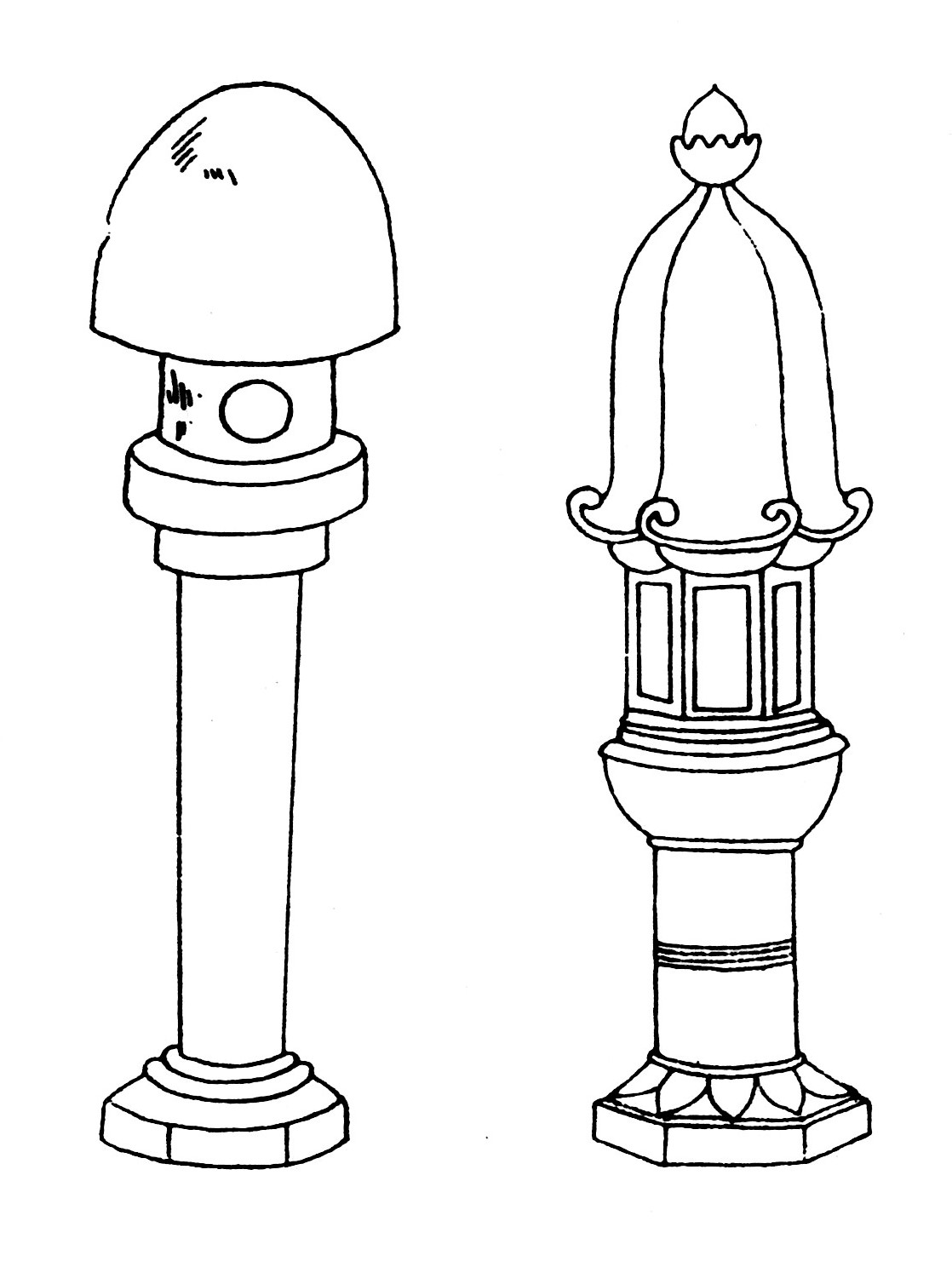
Lantaarns in de Enshū-stijl

De lantaarn is genoemd naar Kobori Enshū (小堀遠州), een pseudoniem van Kobori Masakazu (小堀政一). Hij gebruikte ook het pseudoniem Kohō. Kobori Enshū was een feodale heer uit de vroege Edo-periode (1603 – 1868). Hij is vooral bekend geworden als architect en tuinontwerper onder andere voor het keizerlijke huishouden.

### Kasuga-dōrō
Kasuga-dōrō (春日燈籠), tempellantaarn of Kasuga lantaarn, wordt gezien als het prototype van een 'volledige', stenen lantaarns (Ishi-dōrō), zoals deze te vinden zijn bij het heiligdom van Kasuga in Nara. Kasuga-dōrō is vernoemd naar Kasuga-taisha, en is veel voorkomende type van hoge en smalle lantaarns bij tempels en bij heiligdommen. Ze worden vaak gevonden in de buurt van de tweede torii van een sjintoheiligdom.
De sokkel (kiso) en het middenplatform (chūdai) zijn zeshoekig van vorm en hebben een versiering van lotusbloemblaadjes (renben). De stam (sao) is cilindrisch.
De vuurkamer (hibukuro) is vierkant of zeshoekig. Twee zijden van de vuurkamer kunnen geopend om een olielamp toe te laten (ensō); de resterende vier zijden worden respectievelijk gesneden met een hert, een hinde, de zon en de maan. De vuurkist (hibukuro) is zeshoekig en heeft gravures die herten, de zon of de maan voorstellen.
De paraplu (kasa) is klein en heeft zes of acht zijden met warabite op de hoeken. Het dak wordt bekroond door een sierknop, het 'heilige juweel' (hōju) op een omgekeerd komvormige basis (fukobachi).

Kasuga-dōrō
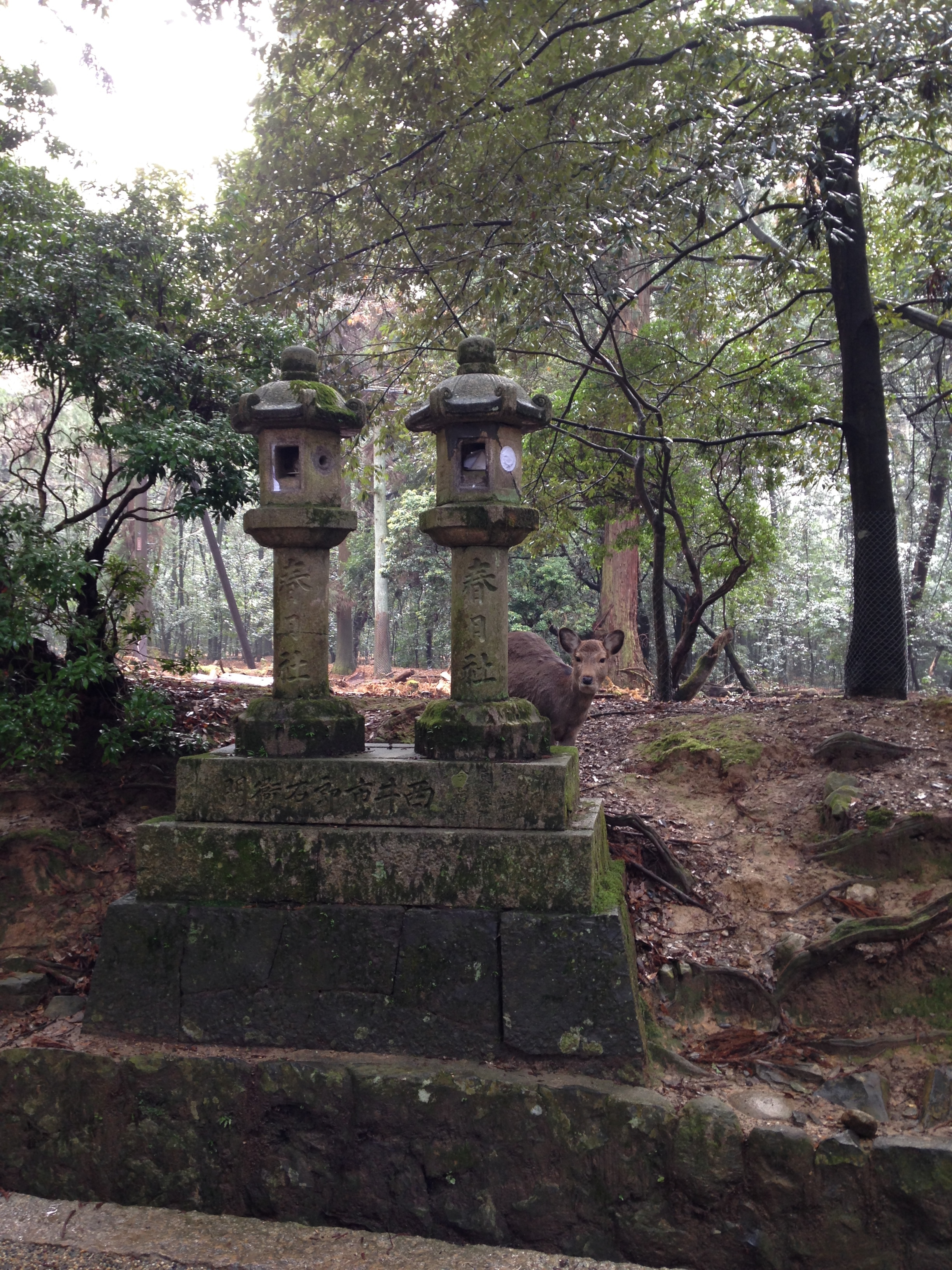
Sandō van Kasuga Grand Shrine Kasuga-dōrō
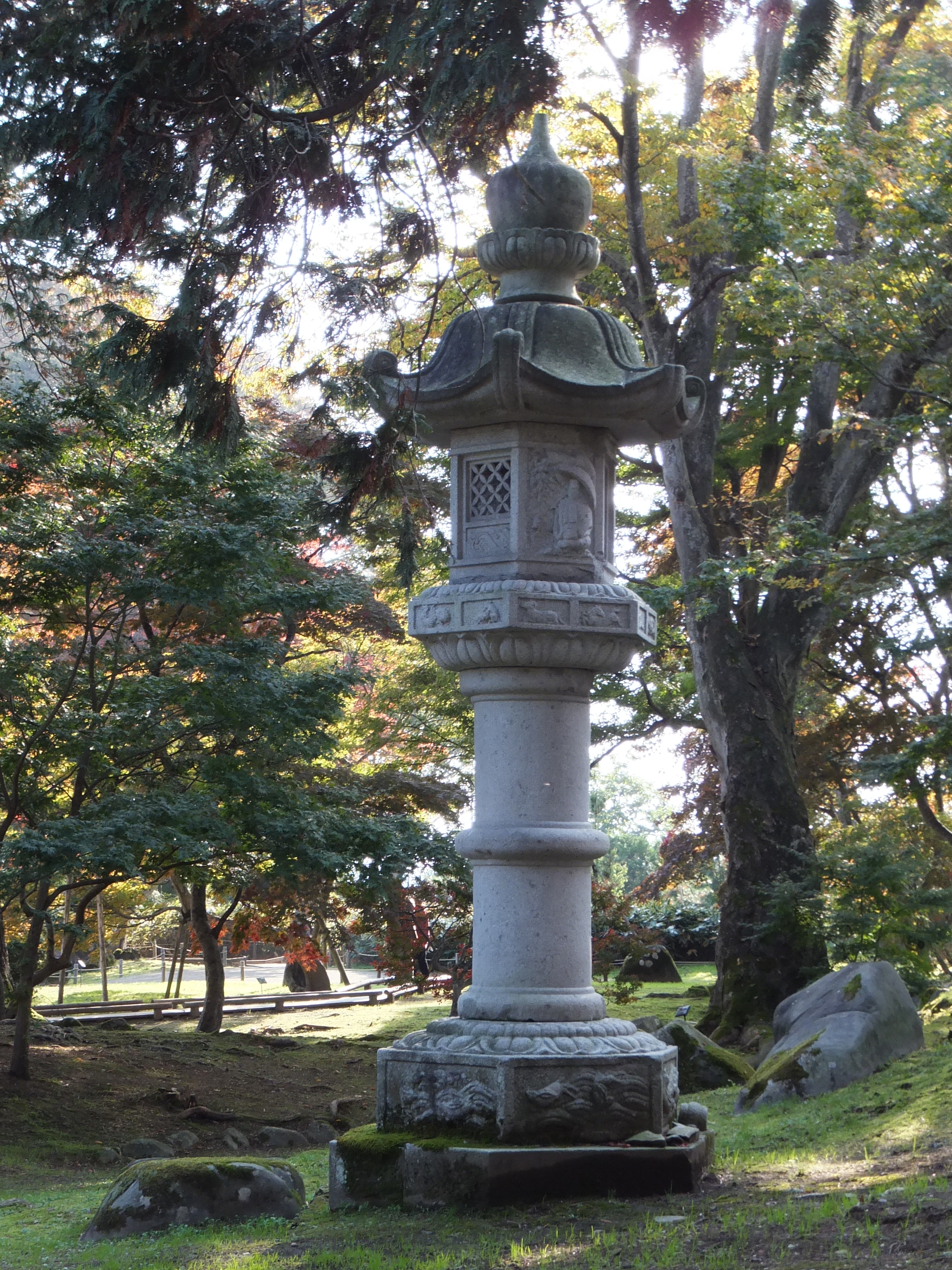
Ikeda-shi tuin
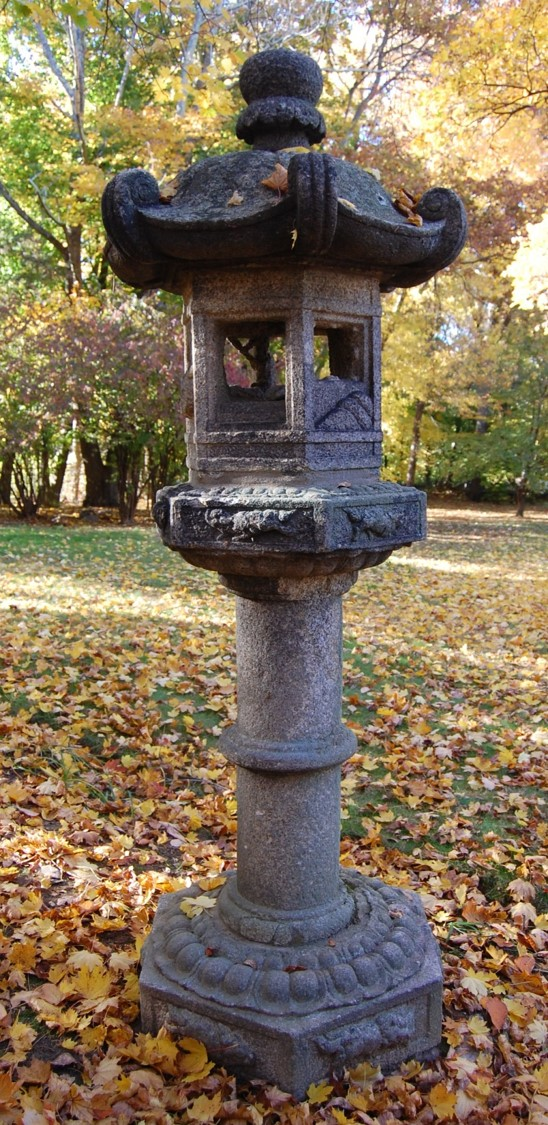
Briarcliff
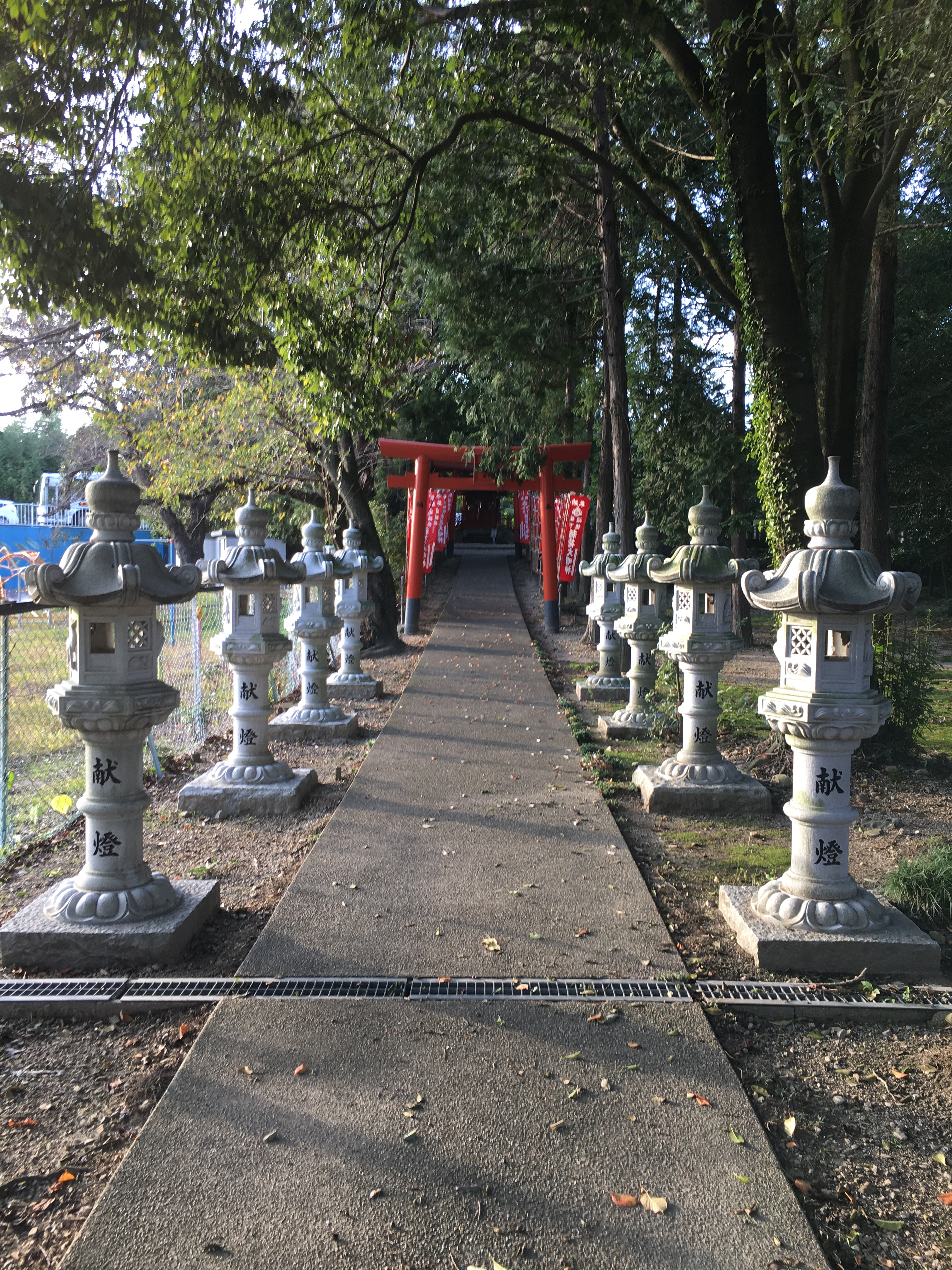
Kasuga-dōrō

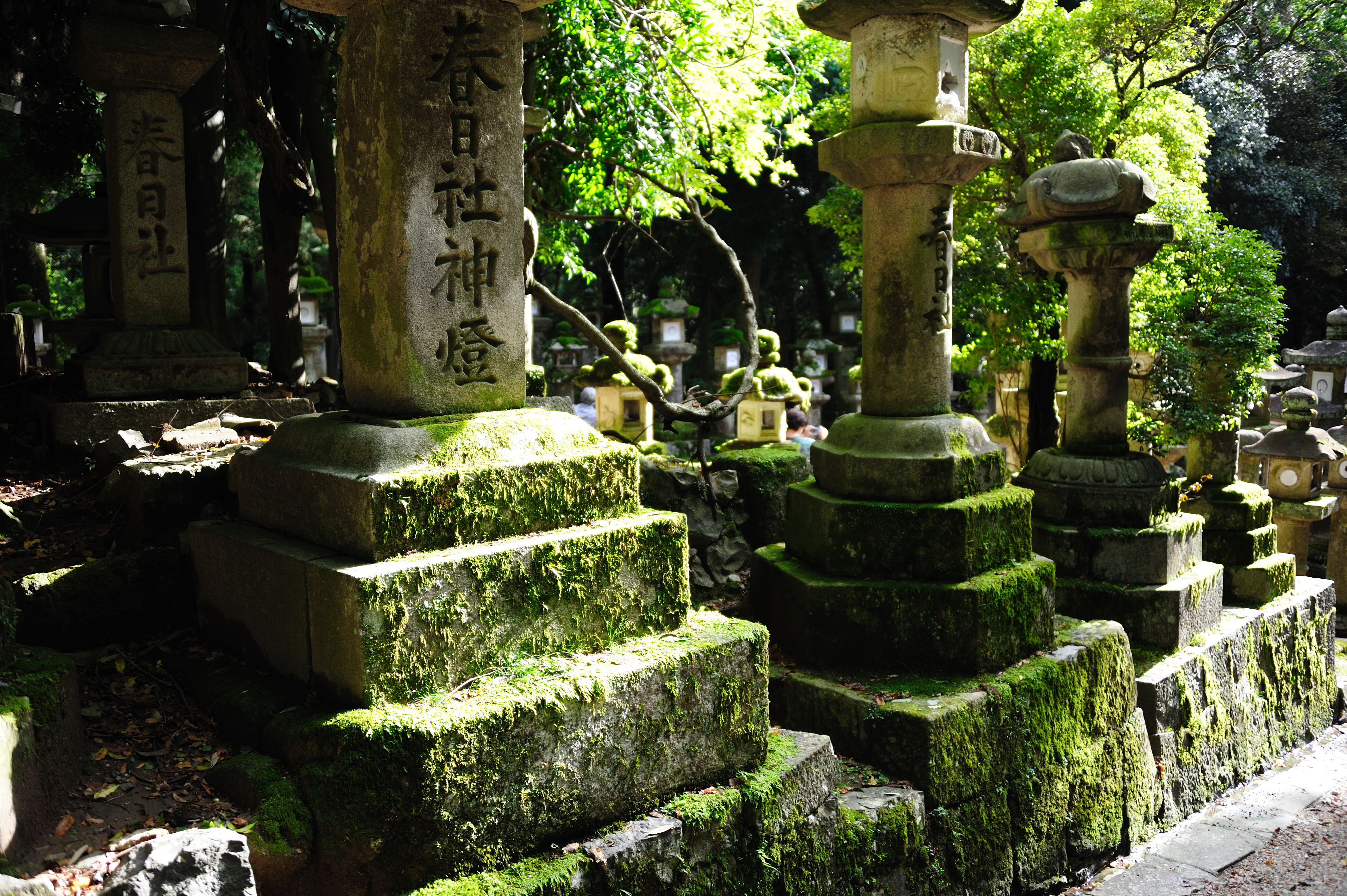
kiso met treden
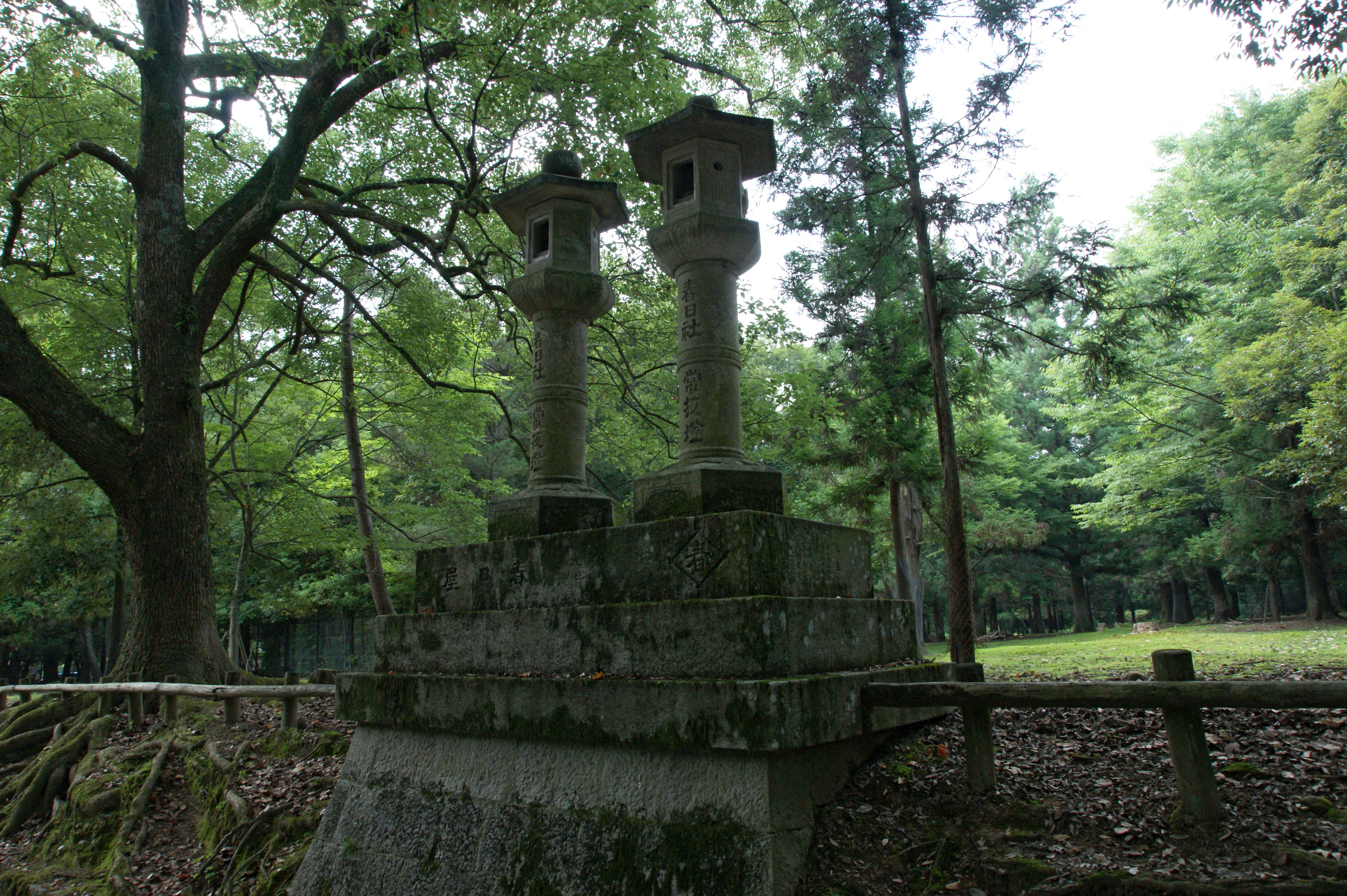
Taisha
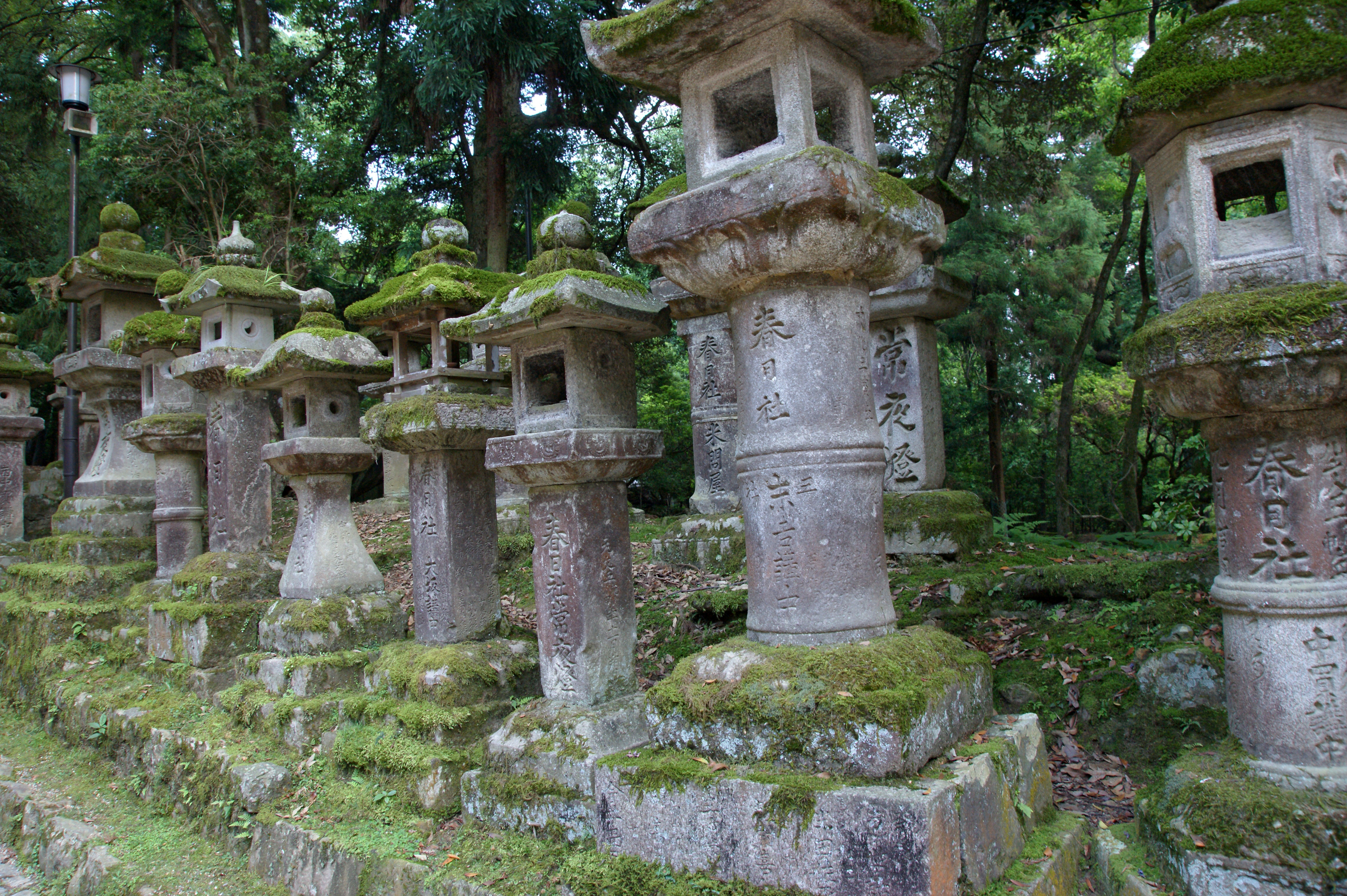
Taisha

Eto-dōrō, Eto's lantaarn, is een op kasuga-dōrō gelijkende stenen lantaarn. De schacht is in het midden het dikst.

Enshū-dōrō en Kasuga-dōrō-prototype
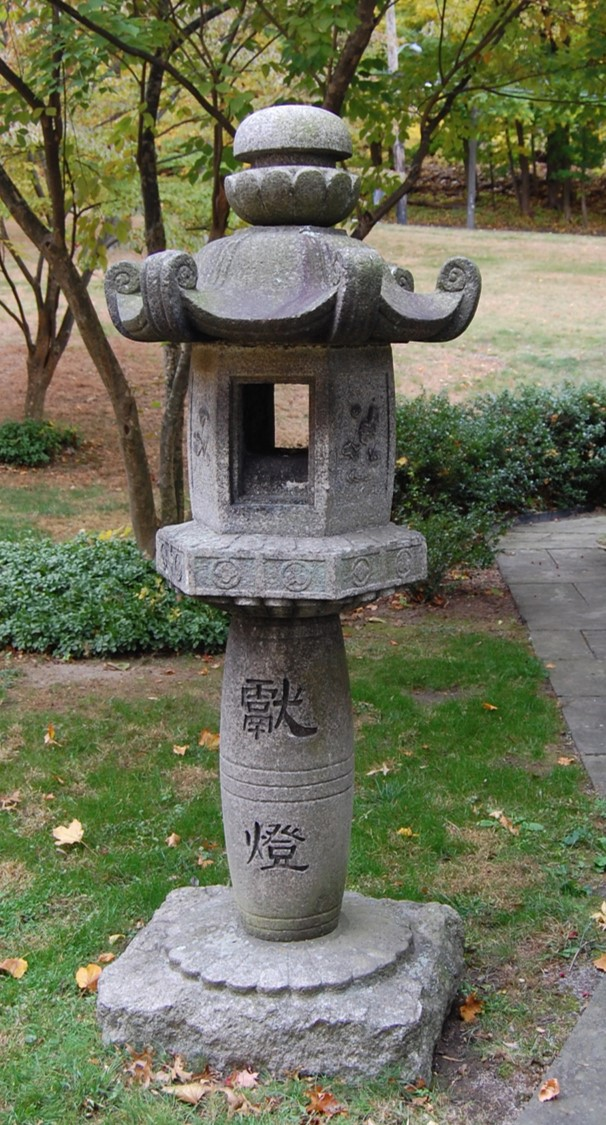
Eto-dōrō te Briarcliff.
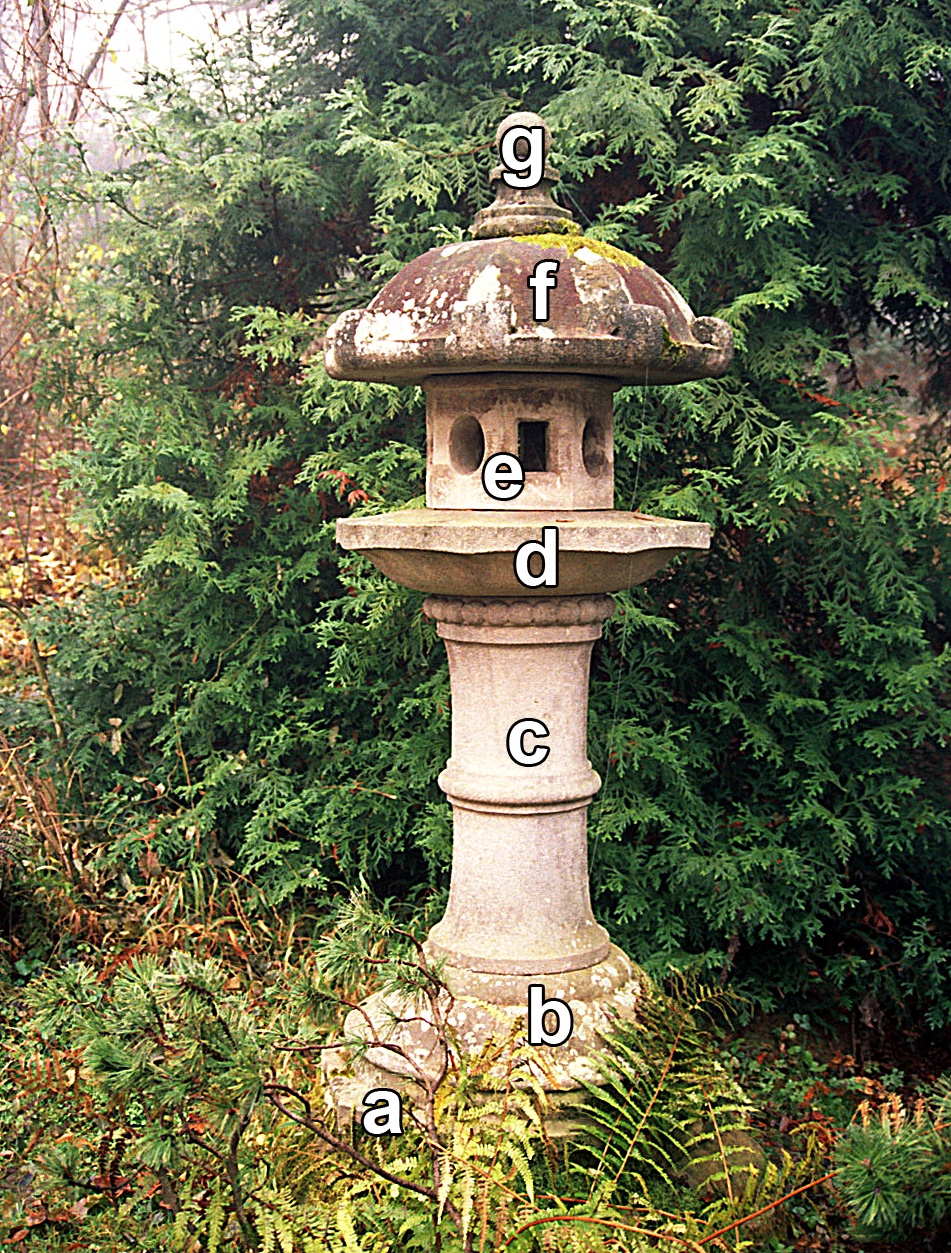
Kasuga-dōrō met: a = kidan; b = kiso; c = sao; d = chūdai; e = hibukuro; f = kasa; g = hōju

### Miyatachigata tōrō

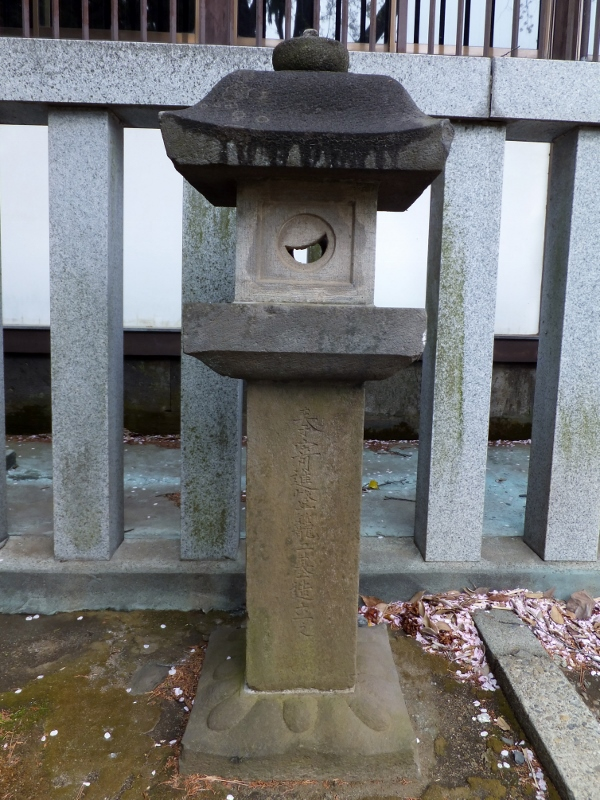
Jodono Miyatachigata tōrō

Miyatachigata tōrō (宮立形燈籠) worden vierkante lantaarn of schrijnvormige lantaarn genoemd. Het zijn stenen lantaarns. Miyatachigata tōrō heeft een piramidevormig dak (kasa) dat in de hoeken naar boven buigt (warabite). De vuurkamer (hibukuro) daaronder is aan alle vier de zijden open.

Miyatachigata tōrō - vierkante lantaarns
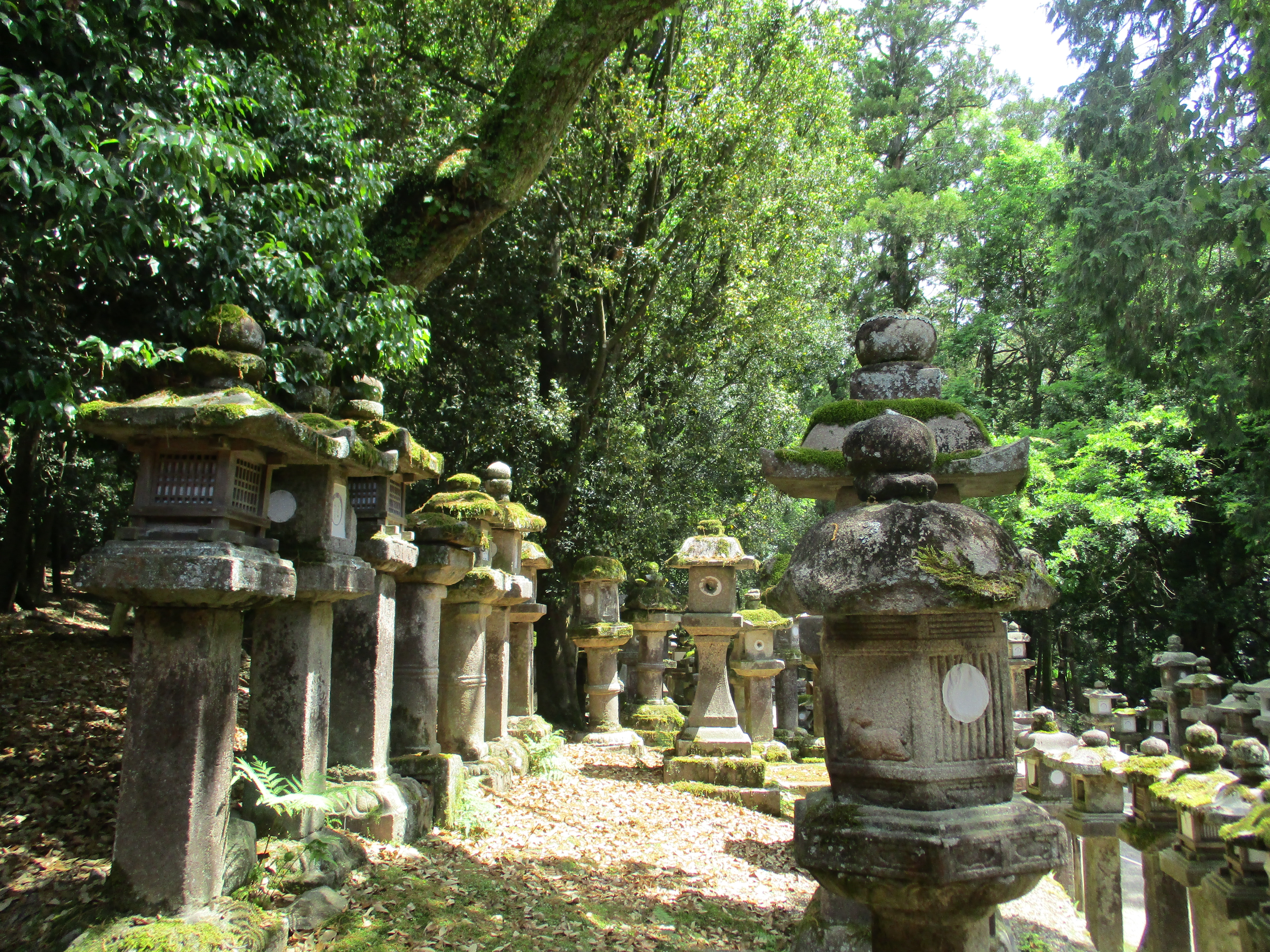
Kasuga Taisha
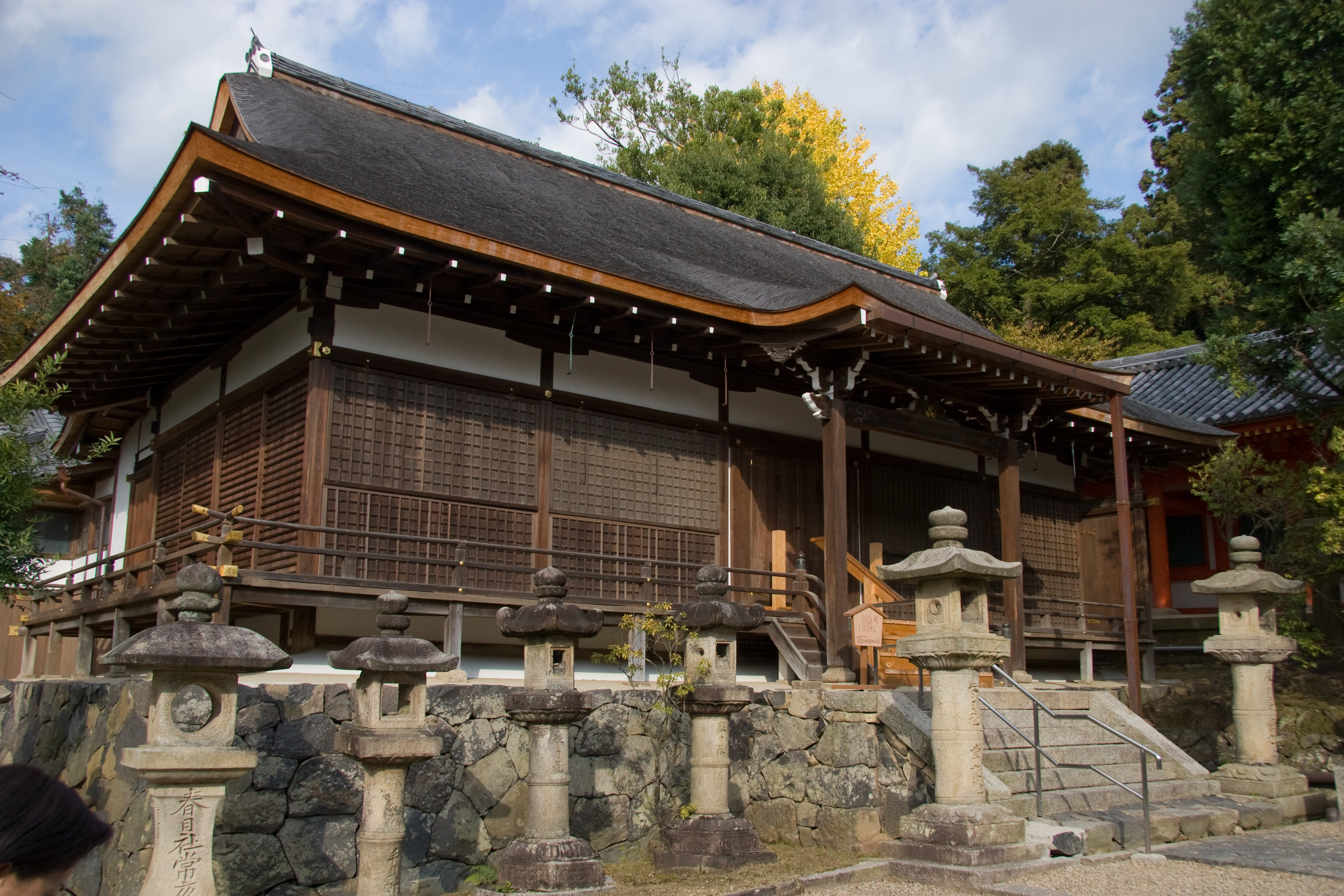
Nara
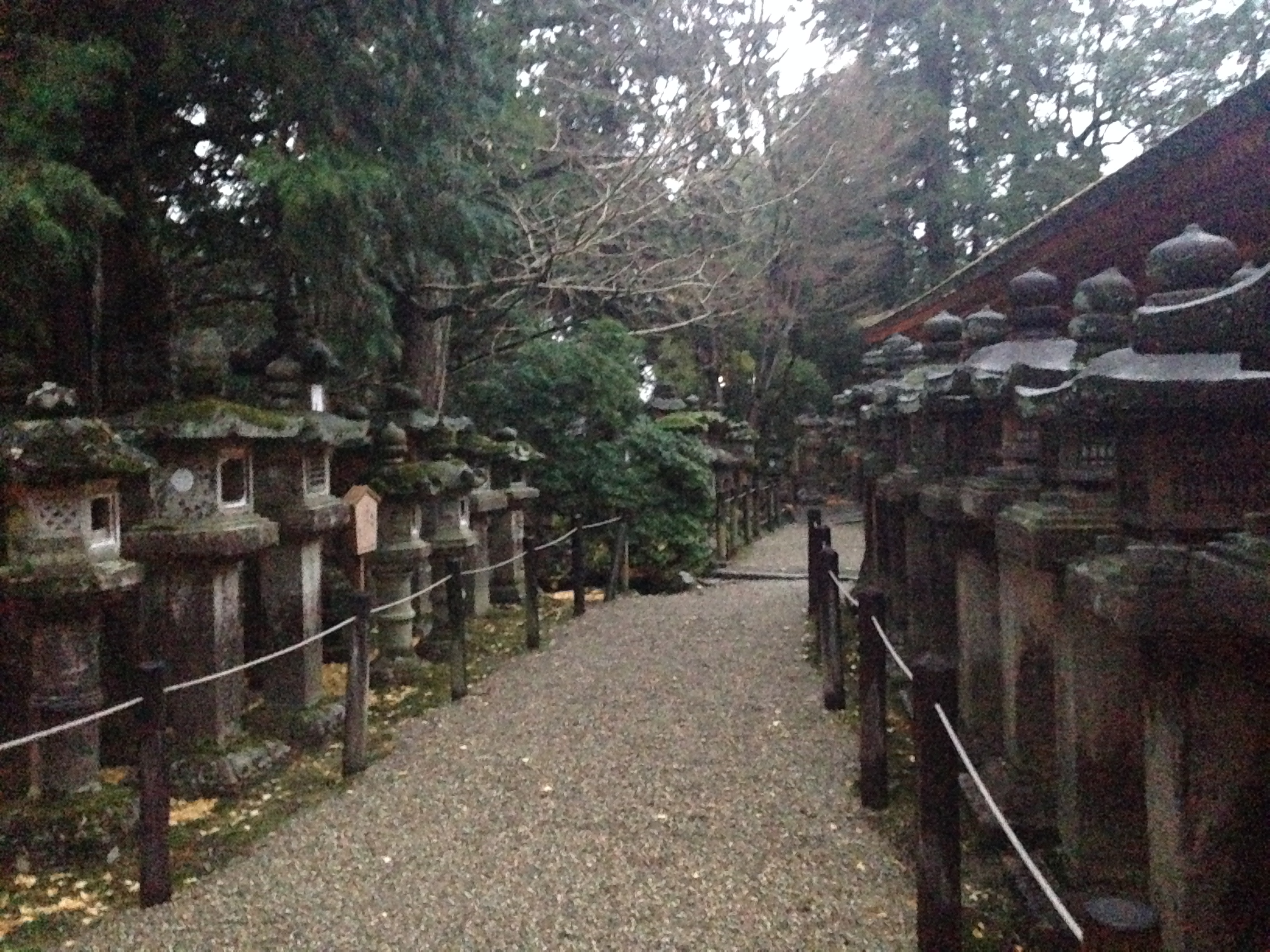
Kasuga Grand Shrine

### Shinzengata tōrō
Shinzengata tōrō (神前形灯籠) is een lantaarntype dat werd ontworpen na de Edo-periode voor exclusief gebruik voor votieflichten bij heiligdommen. Het wordt niet in tuinen gebruikt. Deze vierzijdige lantaarns zijn tamelijk hoog; de stam (sao) is kort en is breder aan de boven- en onderkant. De sokkel (kiso) is opgebouwd uit twee of drie niveaus. Om de lantaarn aan te kunnen steken worden soms treden toegevoegd.

Shinzengata tōrō - votieflantaarn
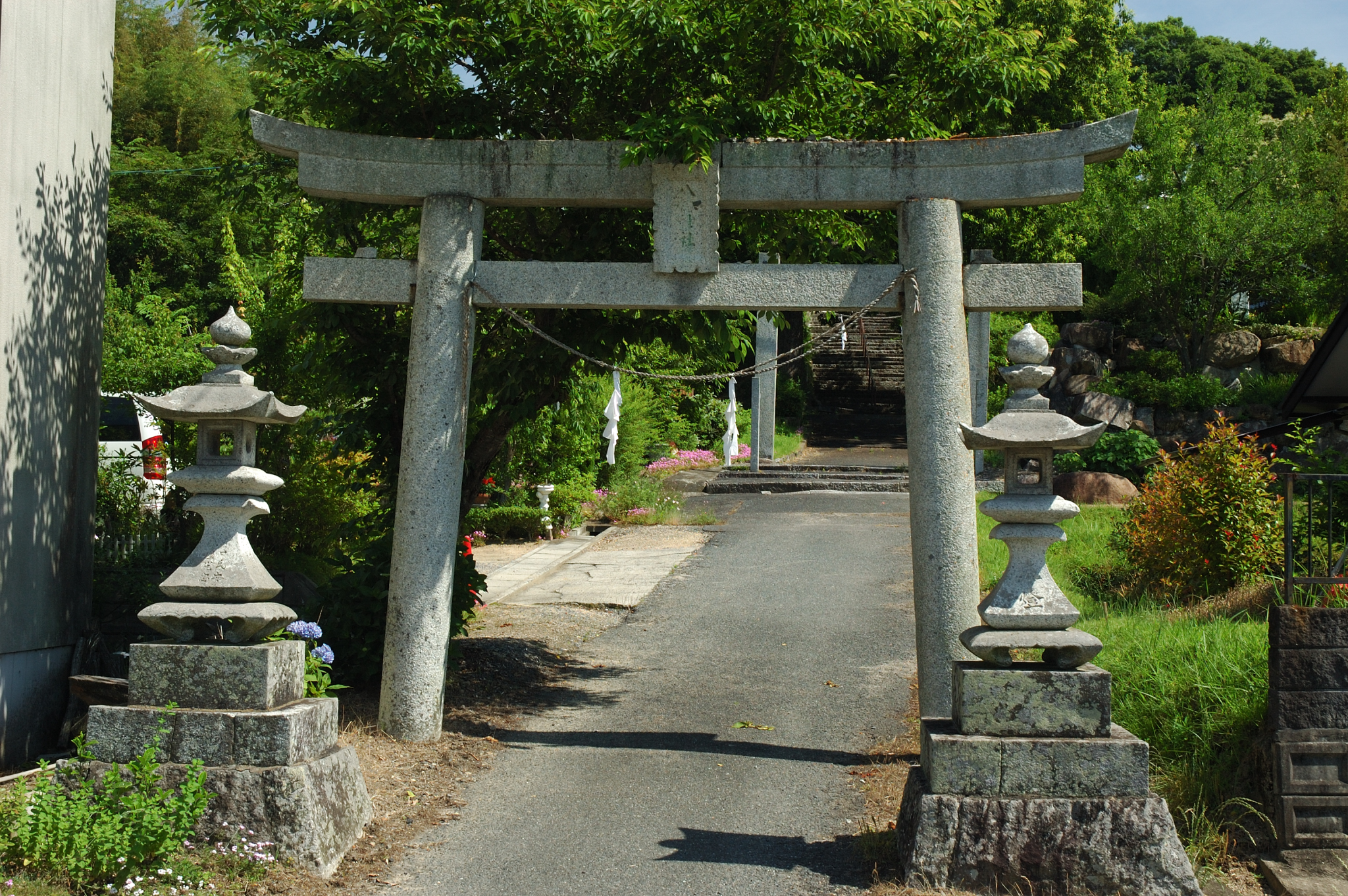
Ashimori schrijn
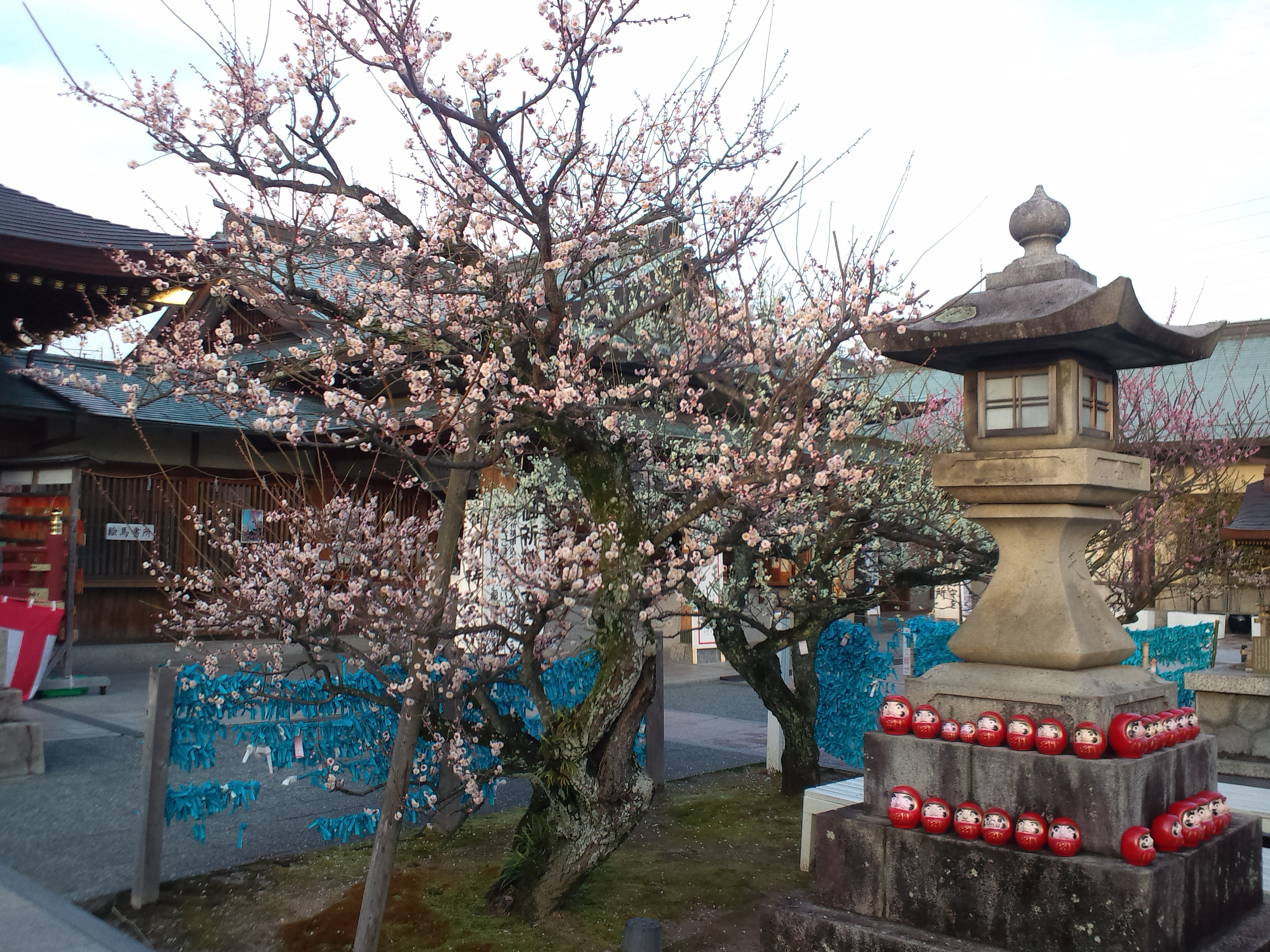
Iwazu-ten'man-gū Shintō Shrine
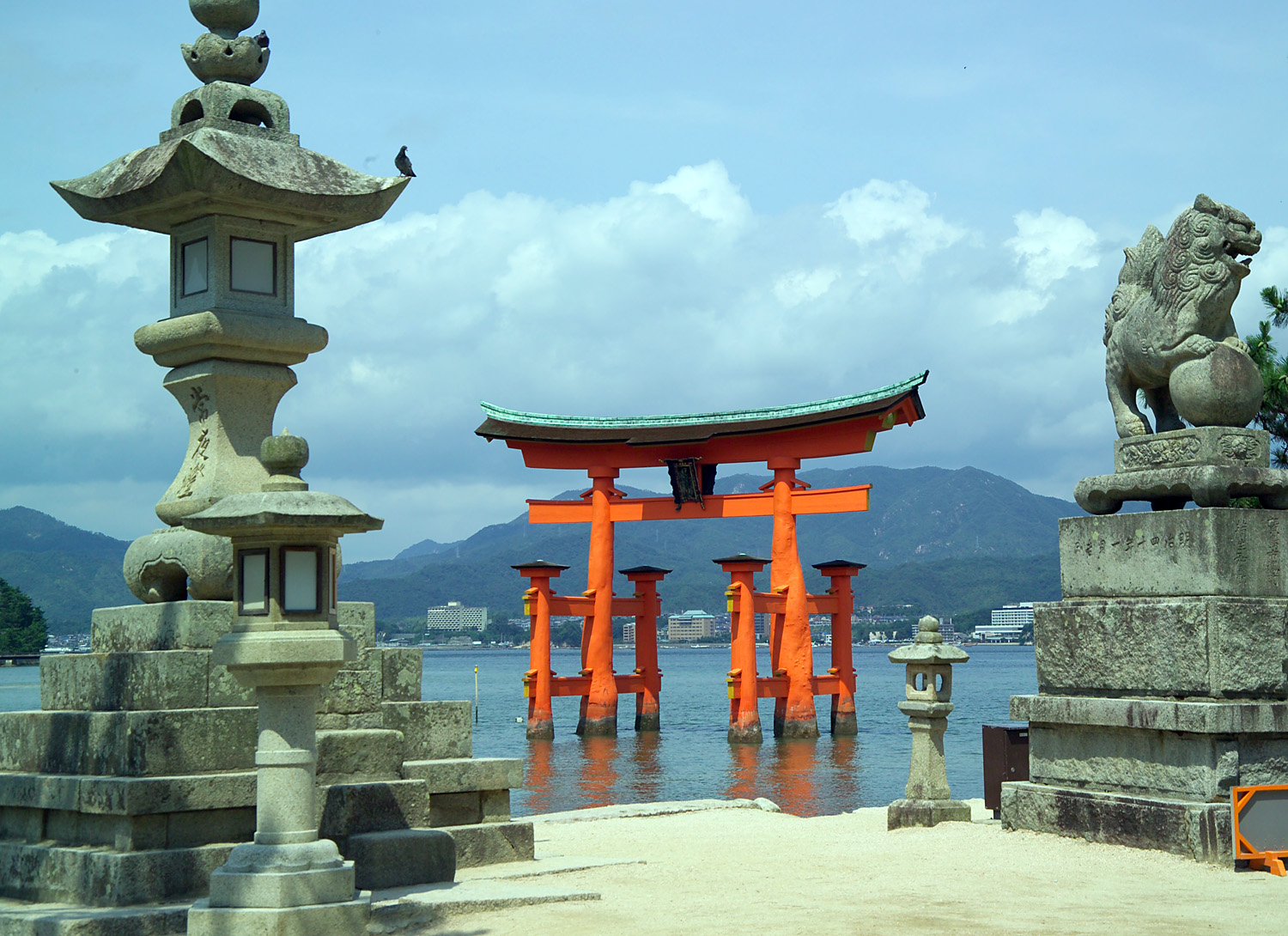
Itsukushima lantaarn en torii

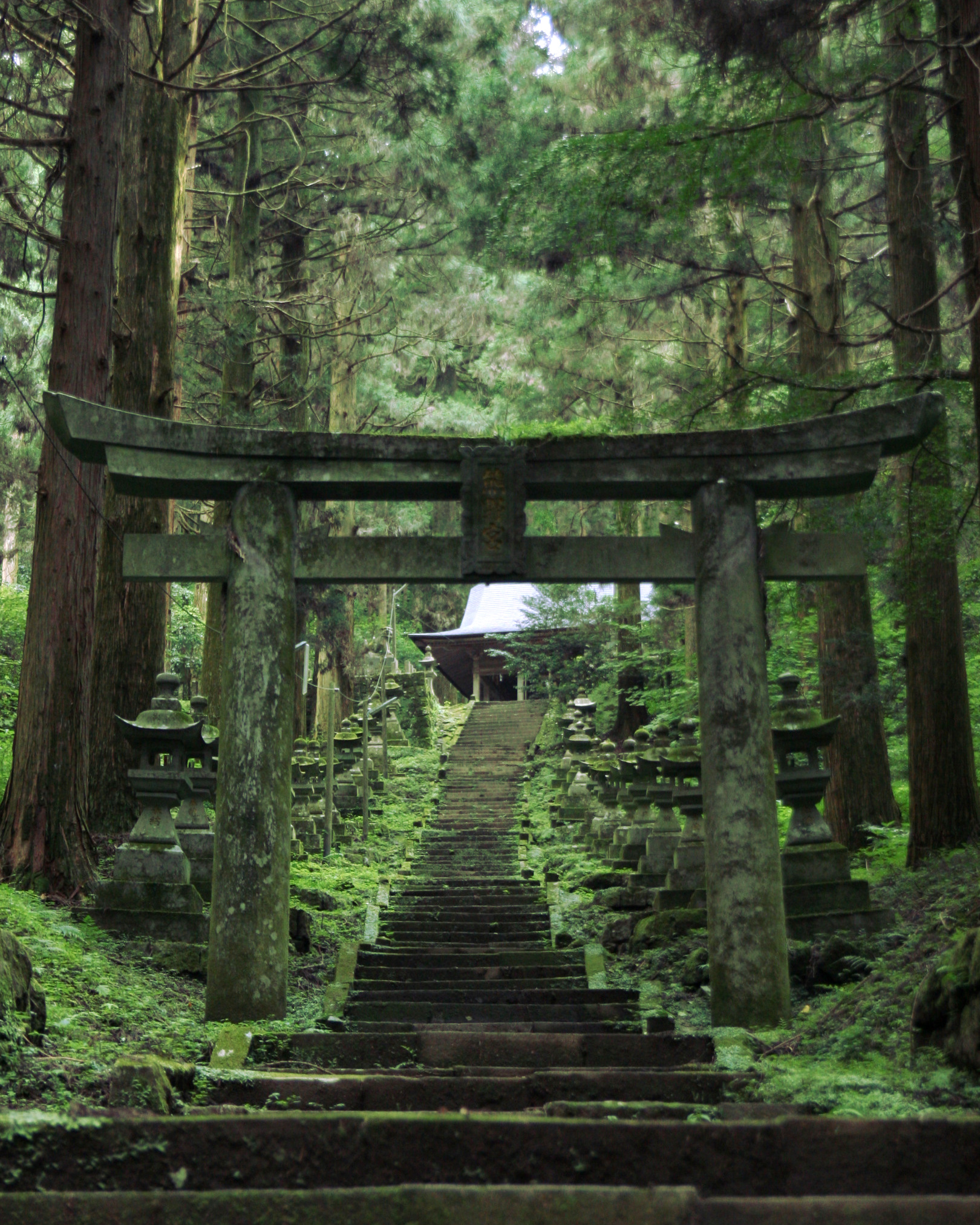
Pad met lantaarns naar Kamishikimi Kumanoimasu Shrine
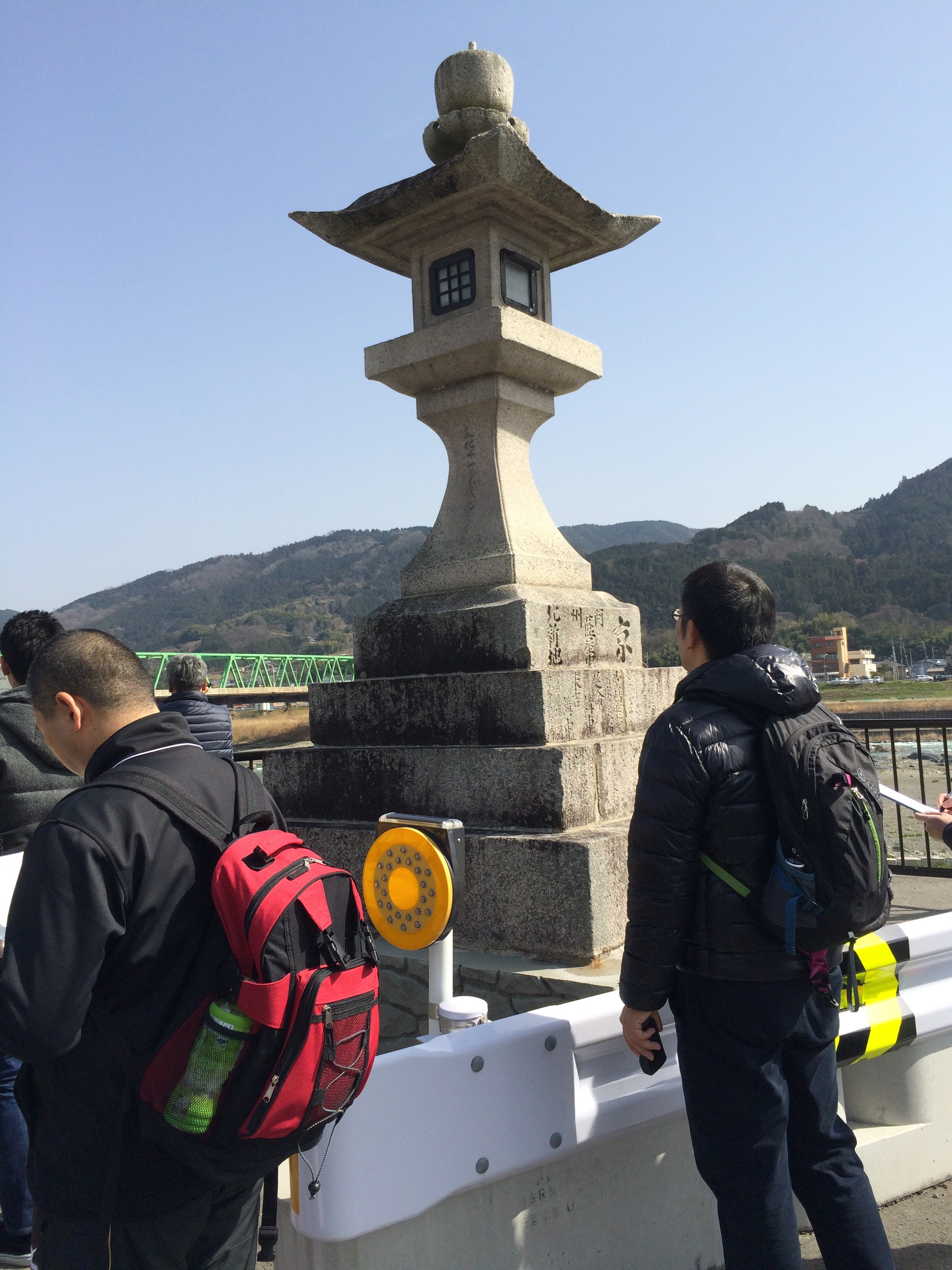
Hashimoto Touge vuurtoren
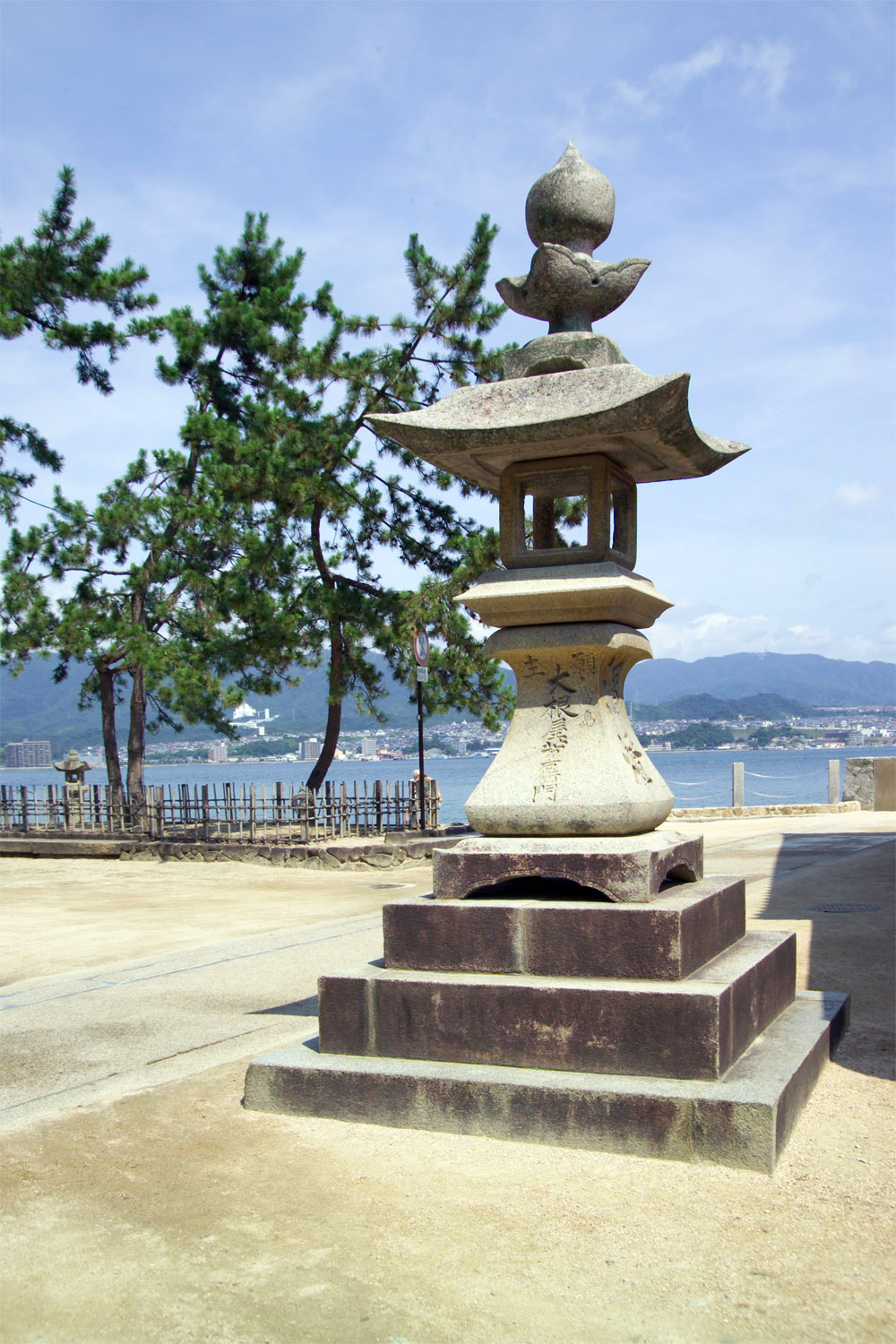
Itsukushima lantaarn

## Nozura-dōrō
Nozura-dōrō (野面灯籠) zijn lantaarns gemaakt met ruwe, ongepolijste stenen. Ze worden vaak in tuinen geplaatst.

Nozura-dōrō - ruw-stenen lantaarns
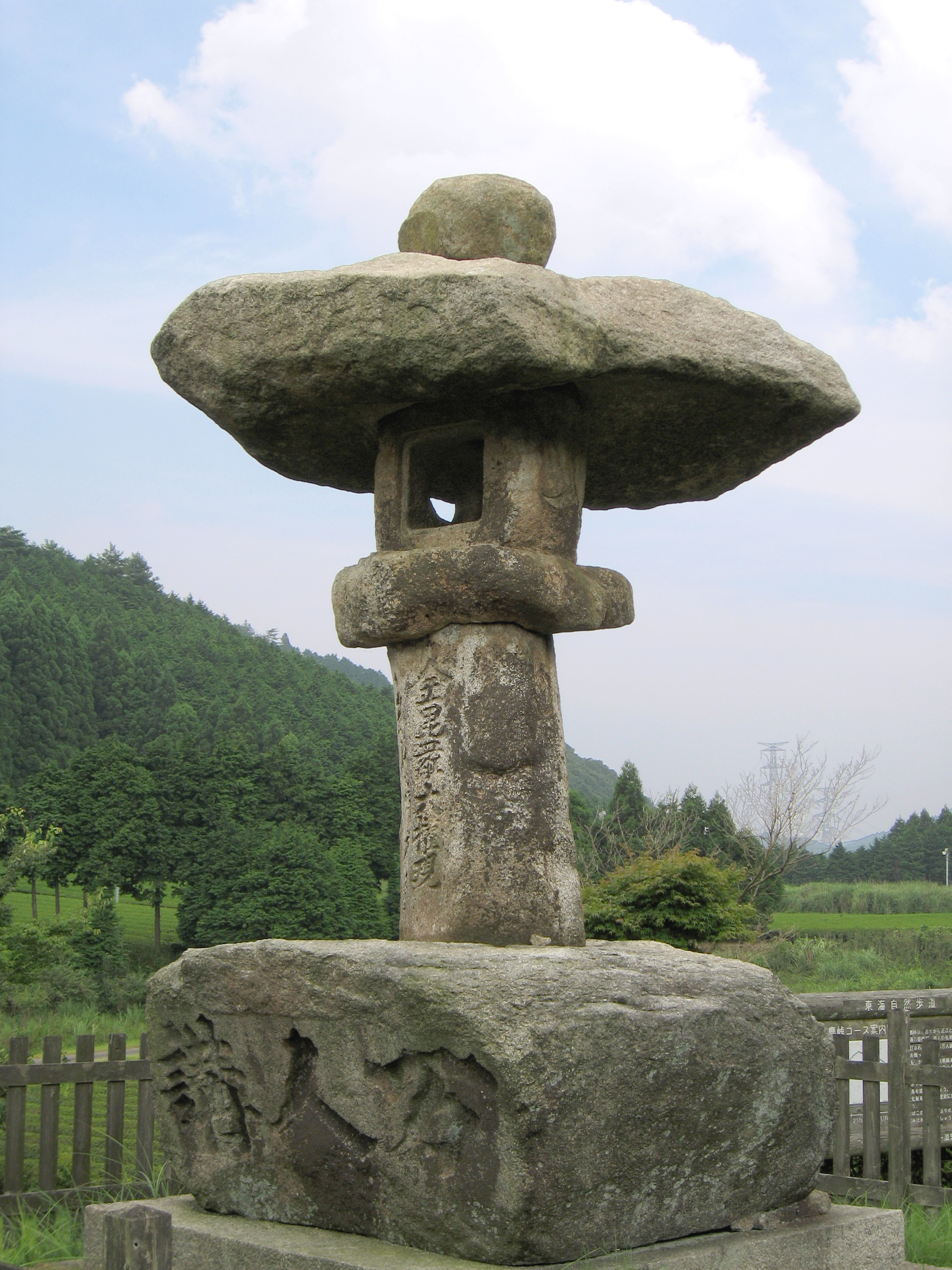
Manninkō-Jōyatō (een stenen lantaarn bij Suzuka Pass, Tōkaidō)
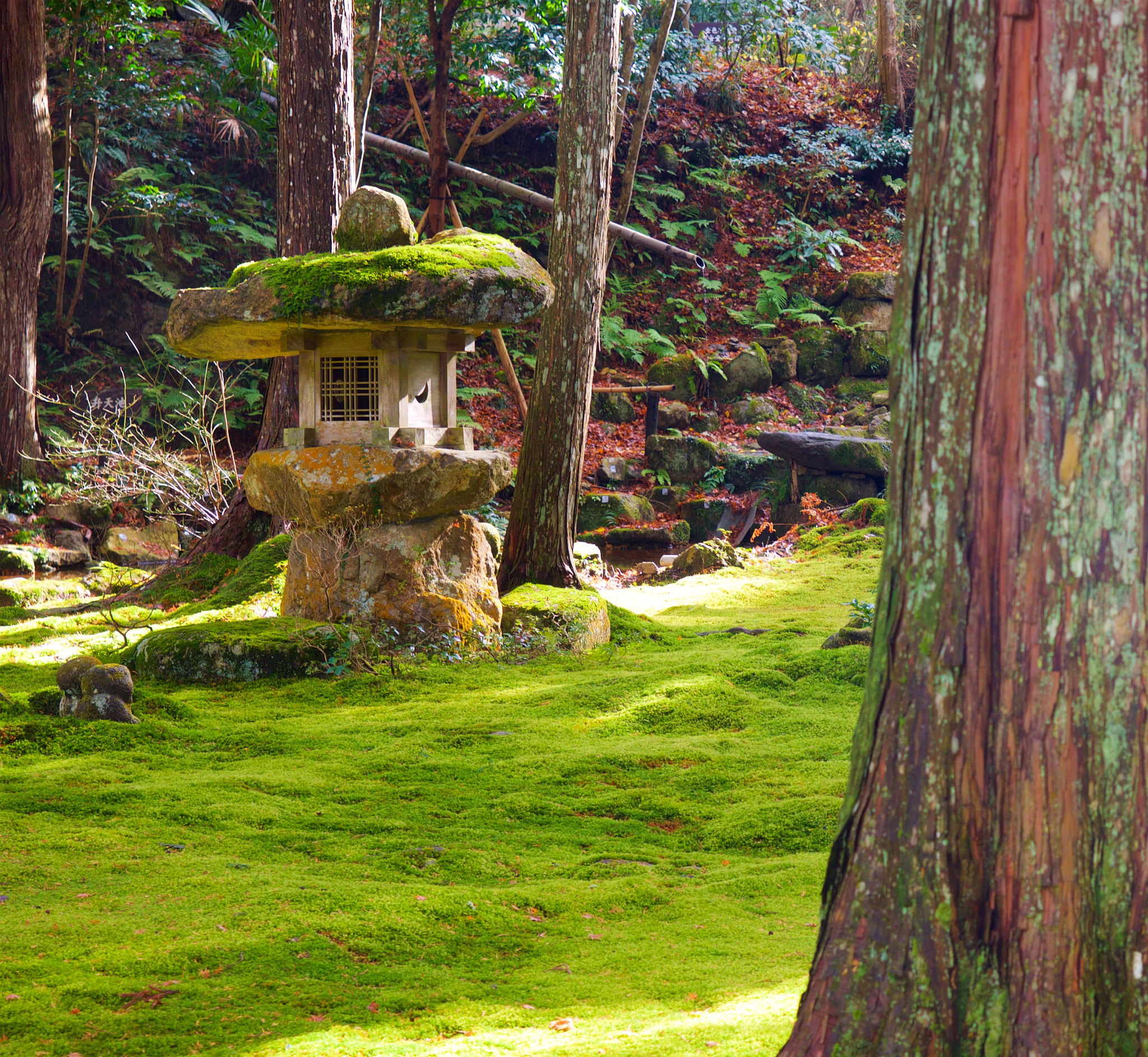
Nozura-dōrō in een mostuin
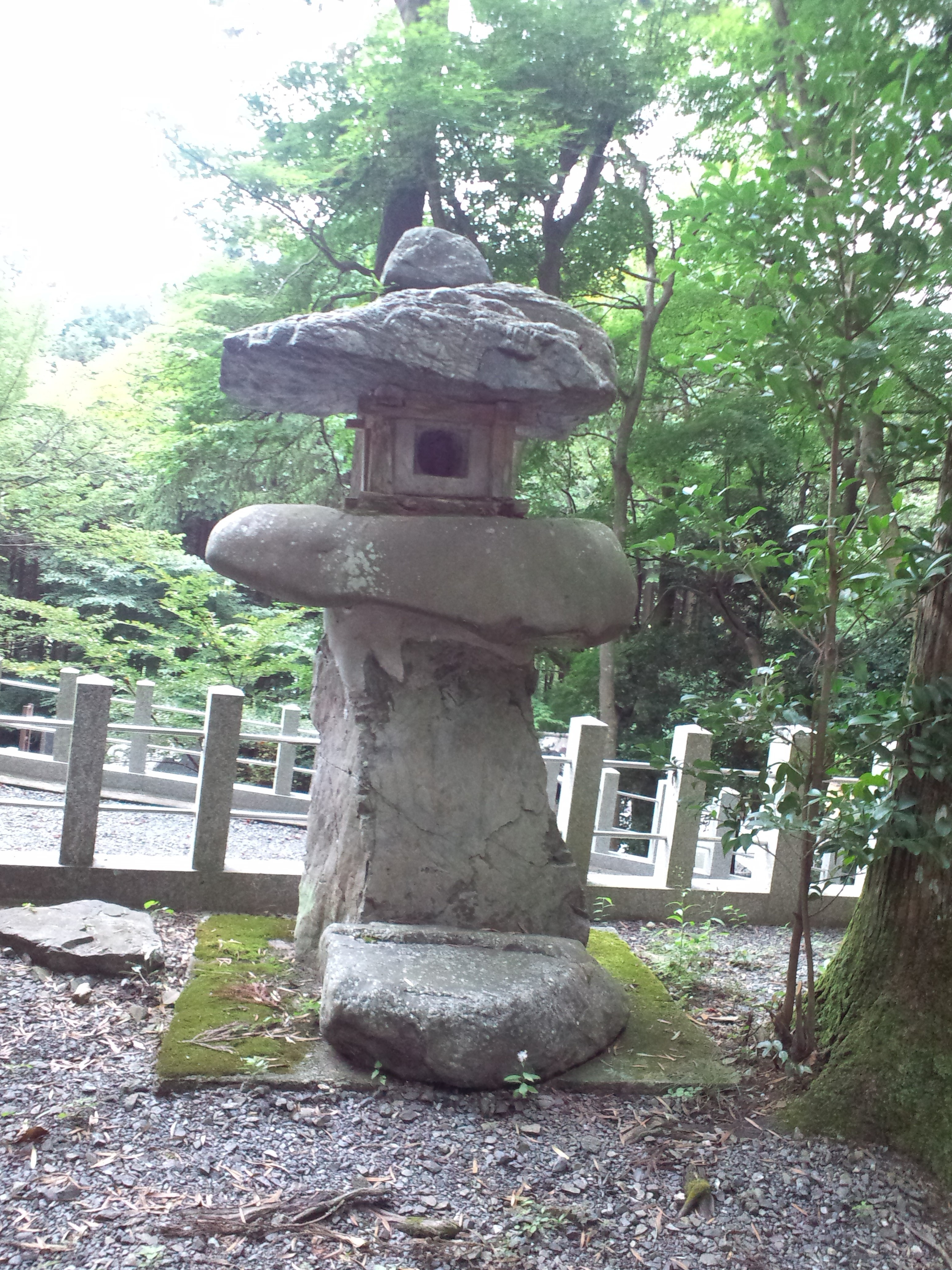
Nozura-dōrō bij Atago-jinja
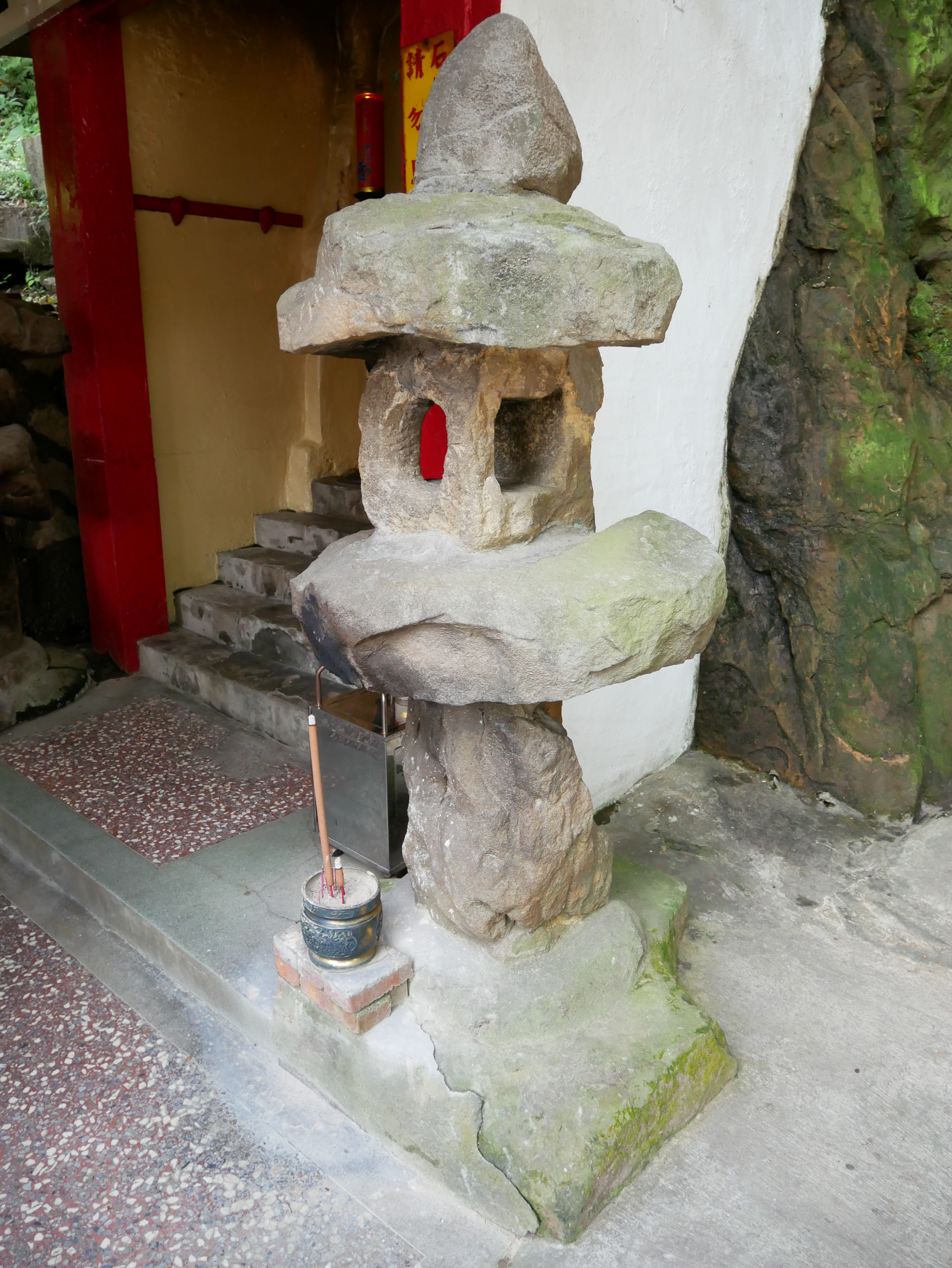
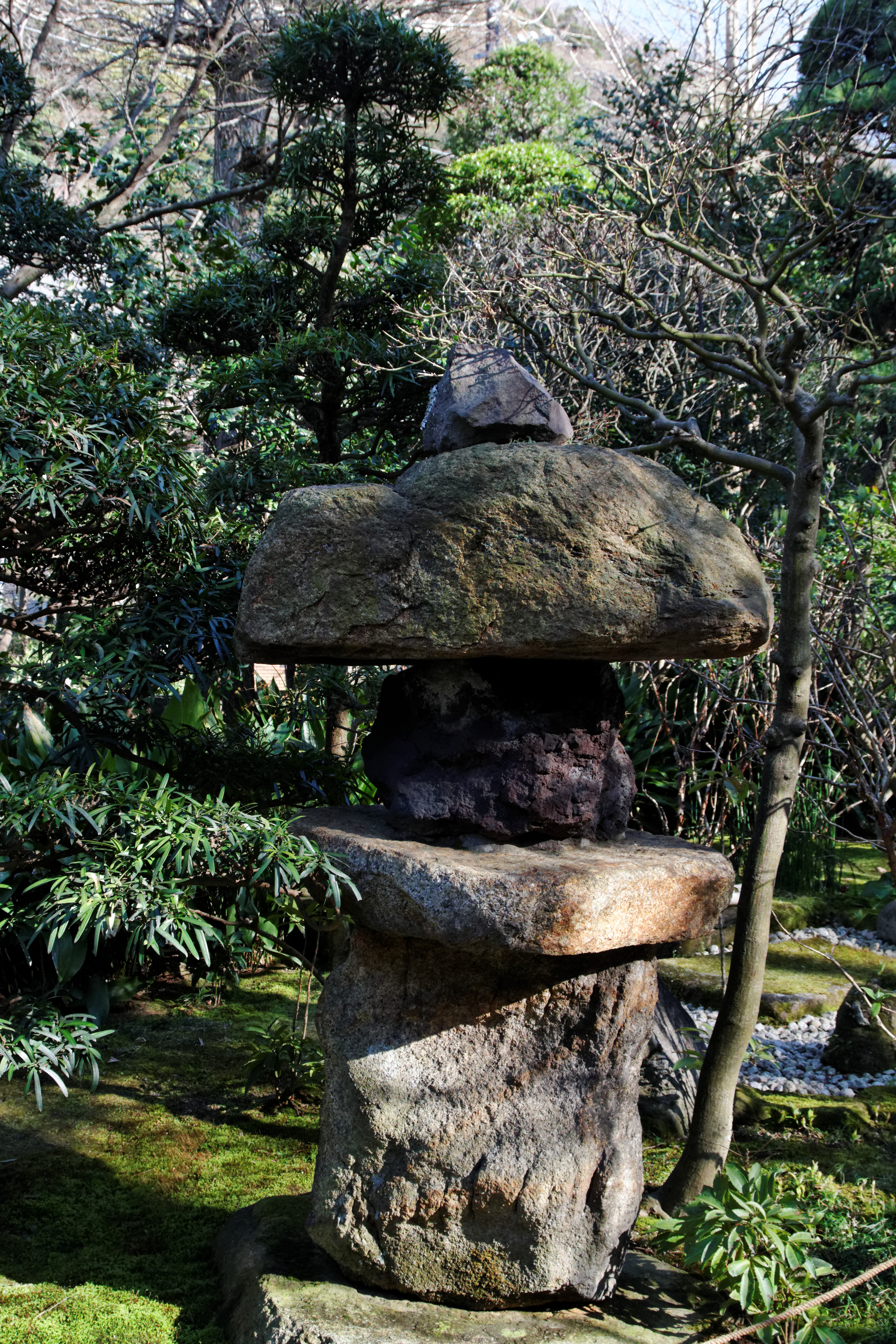
Kamakura

## Ikekomigata tōrō

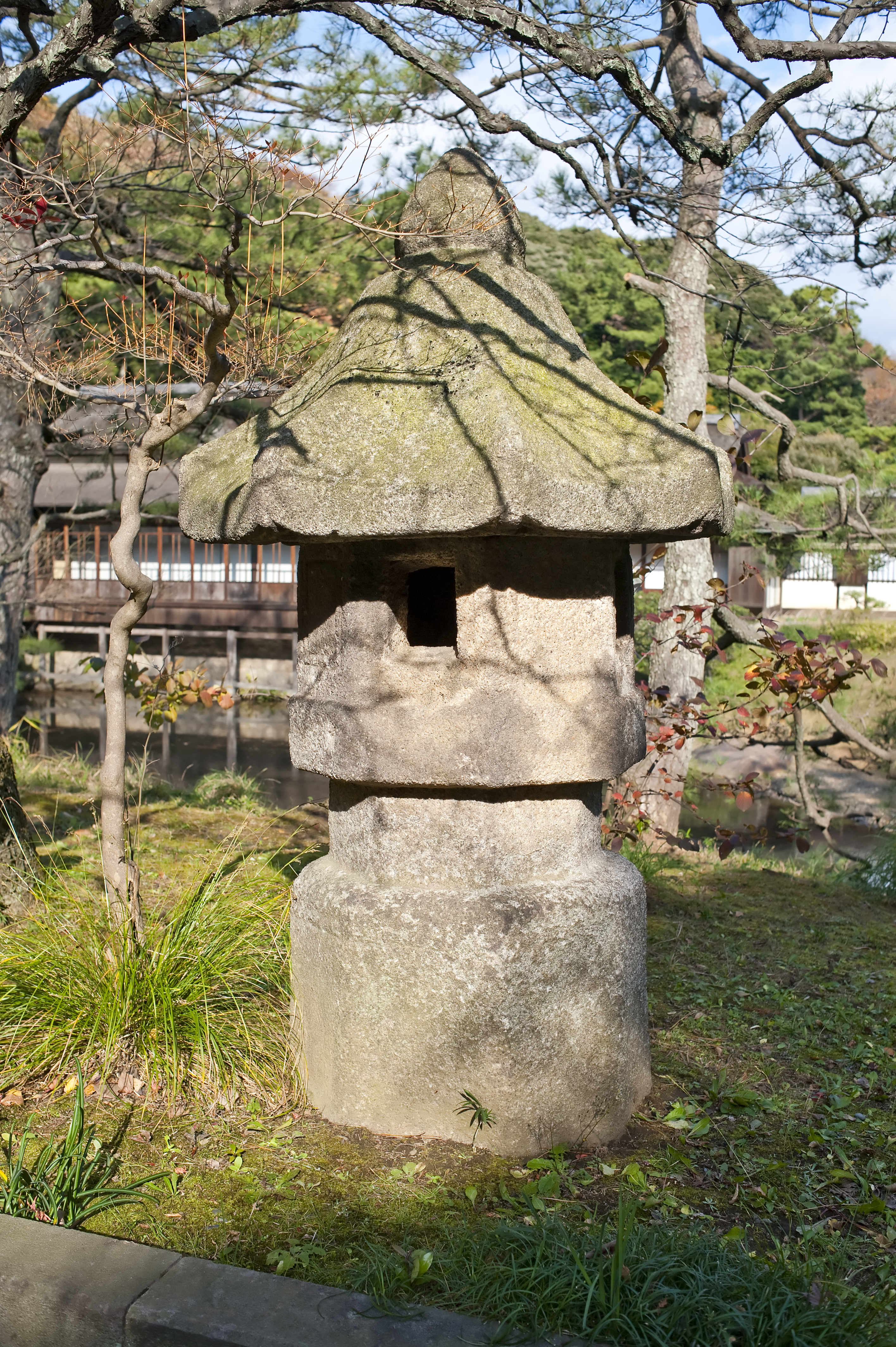
Ikekomi-dōrō, een stenen, ingegraven lantaarn zonder sokkel

Ikekomigata tōrō (活け込み燈籠, 生込み燈籠), of ikekomigata tōrō (Japans: いけこみ形灯籠 of 生込み形灯籠), de 'ingegraven' of 'geplante' lantaarn, is de verzamelnaam voor een groep van middelgrote stenen lantaarns, zonder platform (sokkel, kiso), maar waar de schacht (sao) direct in de grond wordt geplaatst.
Ikekomigata tōrō kent een grote variatie aan subtypes, zoals michishirubegata tōrō (mijlpaal-lantaarns langs paden), mizubotaru-dōrō (vuurvlieg-lantaarns aan de waterkant) en de Oribe-dōrō (Oribe's lantaarns in tuinen) met kirishitan-dōrō (Christelijke lantaarns) en maria-dōrō (Marialantaarns).
De meeste lantaarns van dit type zijn klein genoeg voor gebruik in de tuin en hebben ronde schacht. Meestal worden het Oribe-type (Oribe-dōrō) en mijlpaal-type (michishirubegata tōrō) op deze manier gemaakt. Omdat de hoogte kan worden aangepast aan de ingegraven diepte wordt vaak een 'gehurkte lantaarn' of een 'voetlantaarn' gebruikt. De Oribe-dōrō is representatief voor deze stijl.
Oribe-dōrō
Oribe-dōrō (織部燈籠) is een kleine in theetuinen gebruikte stenen lantaarn zonder sokkel (kiso) van het type ikekomigata tōrō. De lantaarn wordt gebruikt om paden te verlichten. De lantaarn is vernoemd naar de theemeester, feodale heer en mogelijke ontwerper Furuta Oribe.
Oribe-dōrō (Oribe-lantaarn) is een veel voorkomende type en is vernoemd naar Furuta Shigenari, een edelman die in de volksmond Oribe wordt genoemd en die het in tuinen heeft ontworpen. De vuurkist is een kubus met een venster aan elke kant: de voor- en achterkant zijn vierkant, de rechter- en linkerzijde hebben respectievelijk de vorm van een halve maan en de volle maan. De paraplu is klein en vierzijdig.
Bij de Oribe-dōrō wordt de vierzijdige sokkel (sao) direct in de grond geplaatst en is er geen platform (kiso). Oribe-dōrō wordt gekenmerkt door de op de voorkant van de stam de uitgesneden letters Lhq-monogram of door andere inscripties of christelijke symbolen en het op de zijkant van de stam gesneden menselijke figuur. De stam steekt met het bovenste deel zijdelings in twee richtingen uit en vormt zo een kruis. De lantaarn wordt soms 'christelijke lantaarn' (kirishitan-dōrō) genoemd. De kap (kasa) is vierkant met een vierzijdige vuurkamer (hibukuro). Aan weerszijden van de vuurkamer zijn zon- en maanmotieven uitgesneden als lichtopeningen. Bovenop staat een druppelvormig 'juweel' (hōju) met een scherpe eindpunt.

Ikekomi-dōrō - ingegraven stenen lantaarns
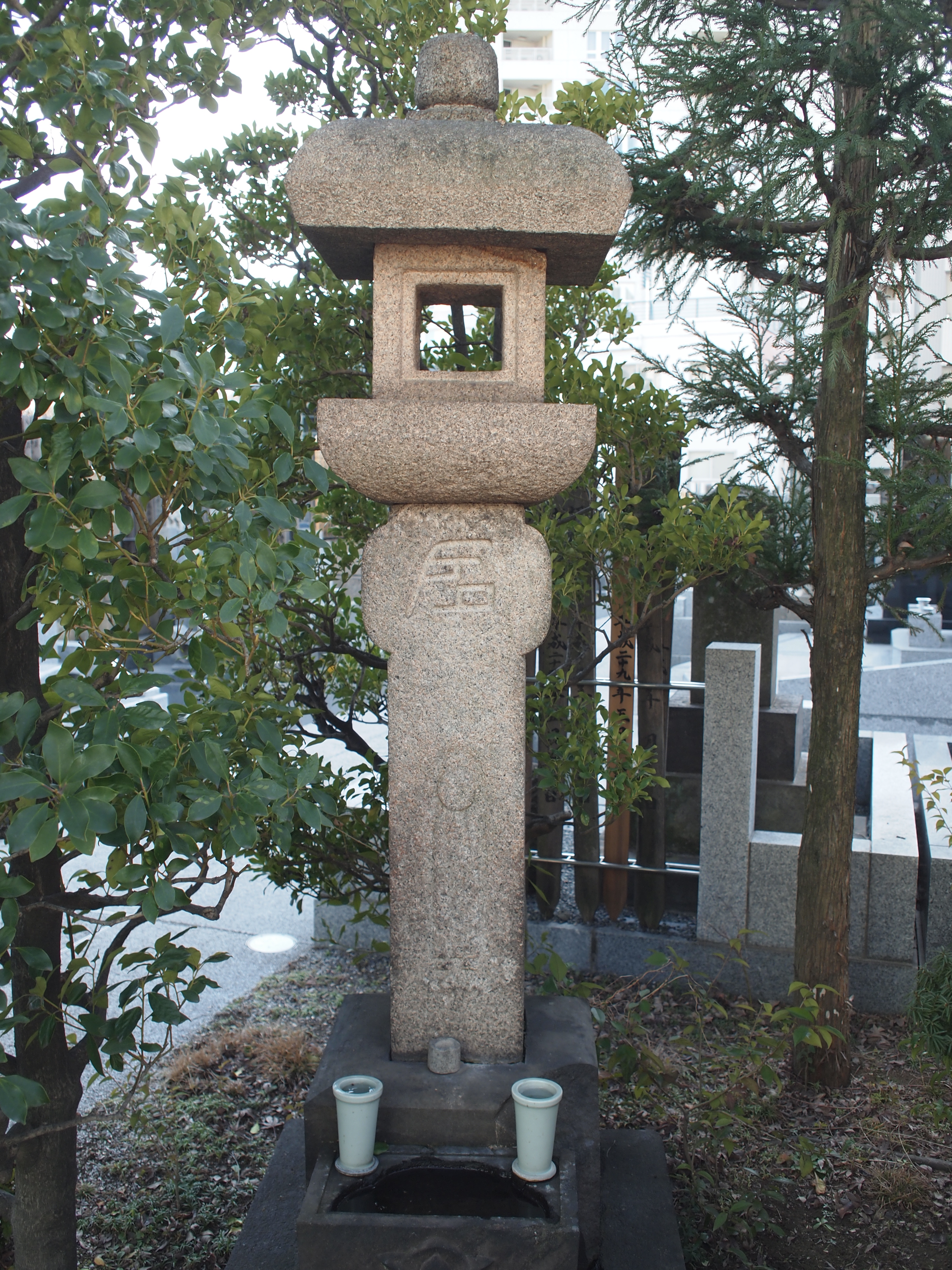
Kirishitan-dōrō met een reliëf en Lhq-monogram
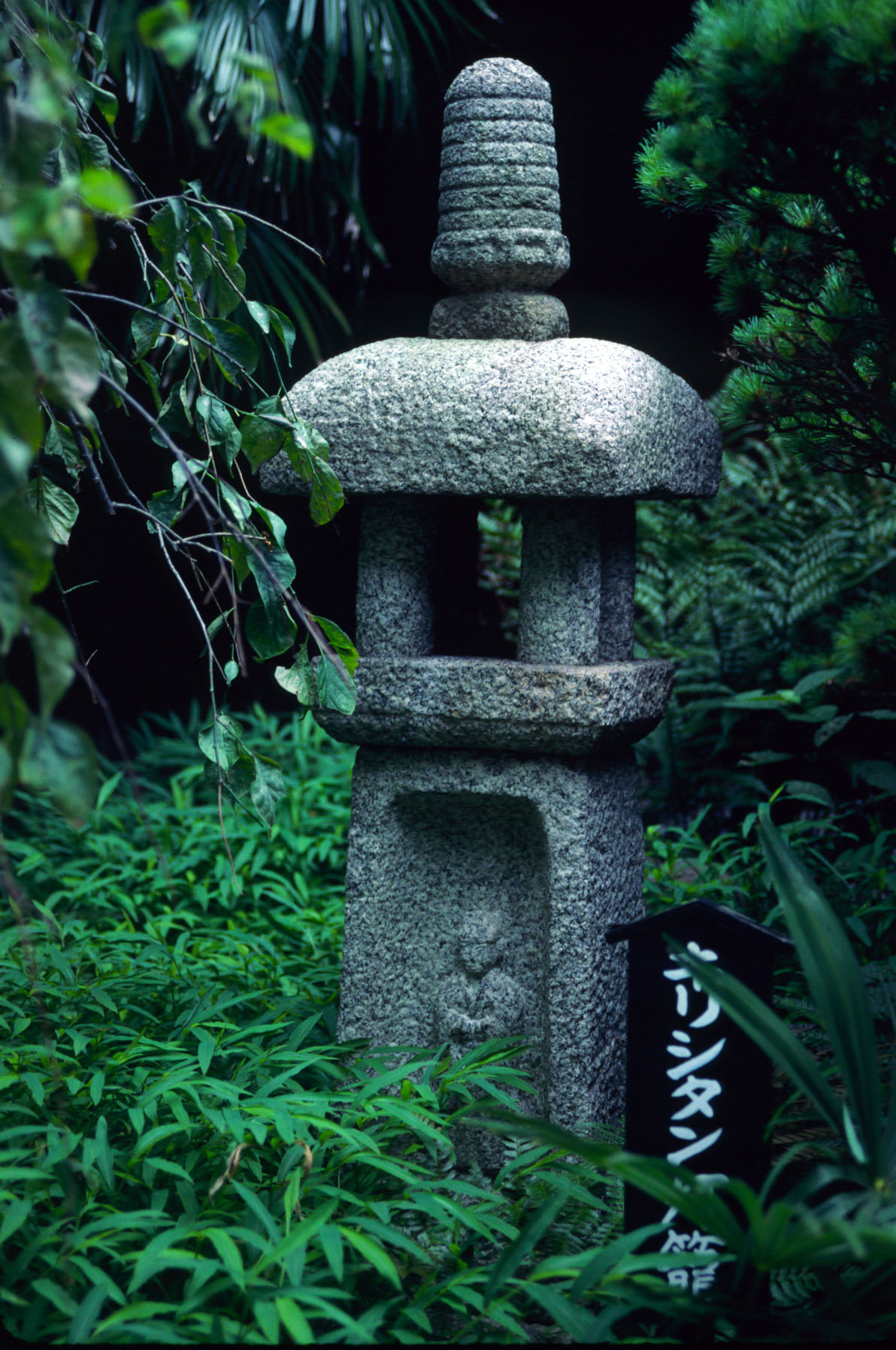
Toji Kanchi-in Kirishitan-dōrō
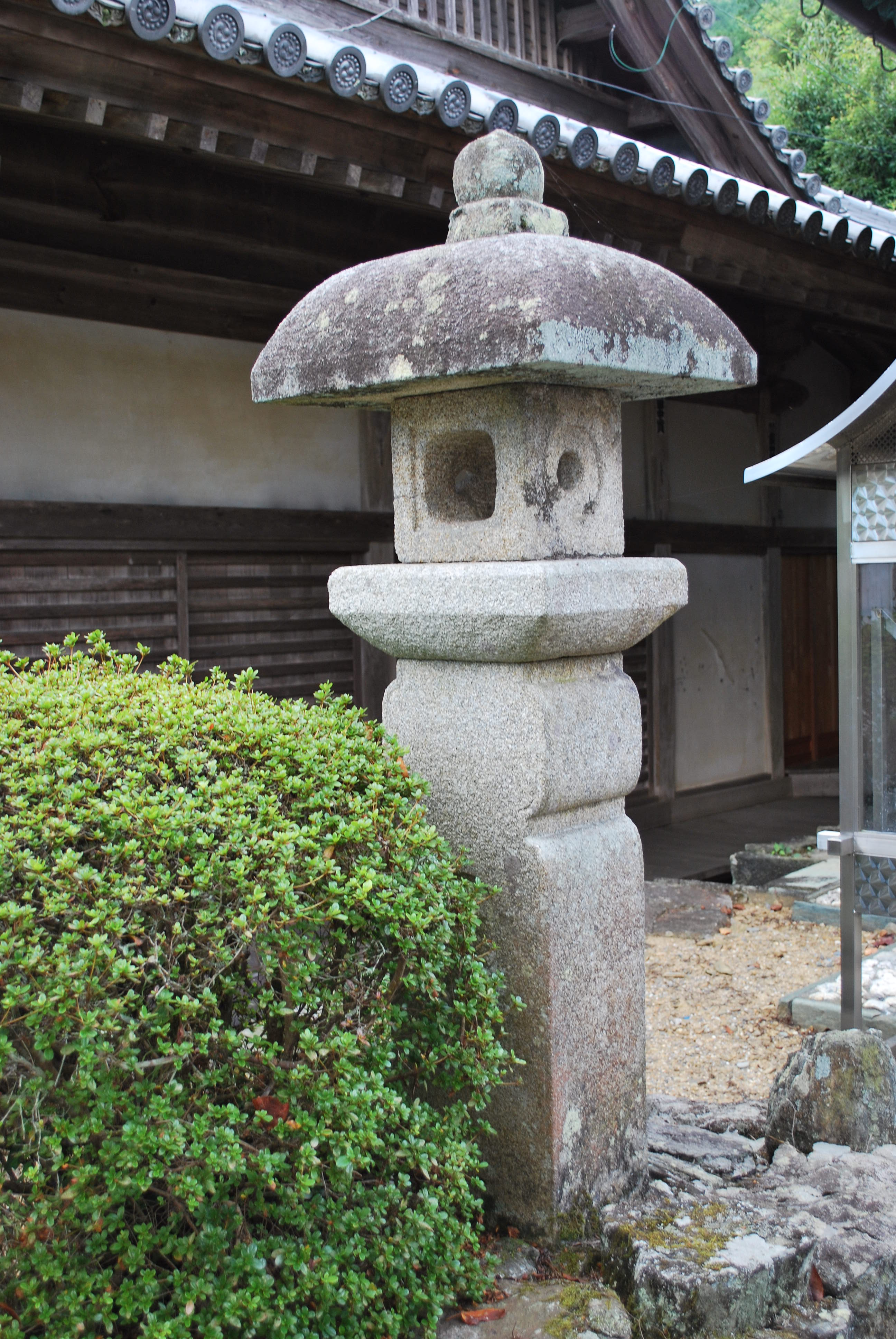
Dogakuji Ikekomo-dōrō (Kirishitan-dōrō)
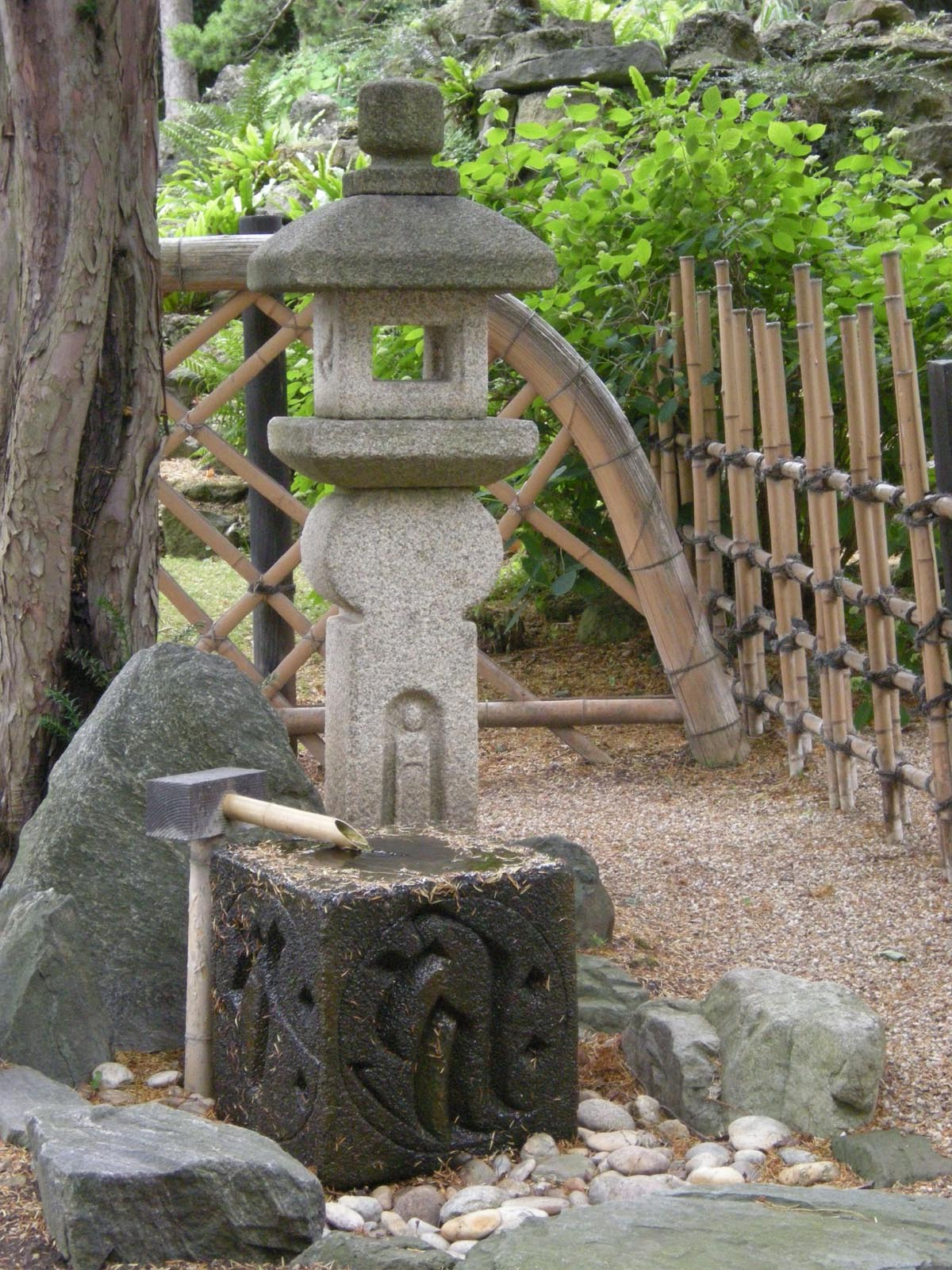
Oribe lantaarn in theetuin van de Japanse tuin, Schönbrunn

Kirishitan-dōrō (キリシタン灯籠) of 'Christelijke lantaarn' met gebeeldhouwde afbeelding van christelijke figuur en symbolen werd beïnvloed door de vroege christenen in 16e eeuw in Japan en is verder gelijk in vorm aan Oribe-dōrō. Deze stijl werd geboren tijdens de vervolging van de christelijke religie in Japan, toen velen hun geloof in het geheim bleven uitoefenen. Kirishitan-dōrō heeft verborgen (bijvoorbeeld door ingraven van het reliëf) christelijke symbolen. Een Lhq-symbool staat boven aan een verbreed deel van de schacht, vlak onder het middenplatform (chūdai). Maria-dōrō (マリア灯籠) wordt ook 'Christelijke lantaarn' (kirishitan-dōrō) genoemd. Het is een lantaarn van het Oribe-type (oribe-dōrō) met een afbeelding van Christus of van de Maagd Maria in reliëf gesneden op de stam (sao). Maria-dōrō is een betrekkelijk kleine lantaarn, die met de basis direct in de grond wordt gezet, en een vierkante kap (kasa) bekroond met de juweel (hōju). Dit type lantaarn werd populair vanaf het einde van de 16e eeuw.

## Yukimigata tōrō

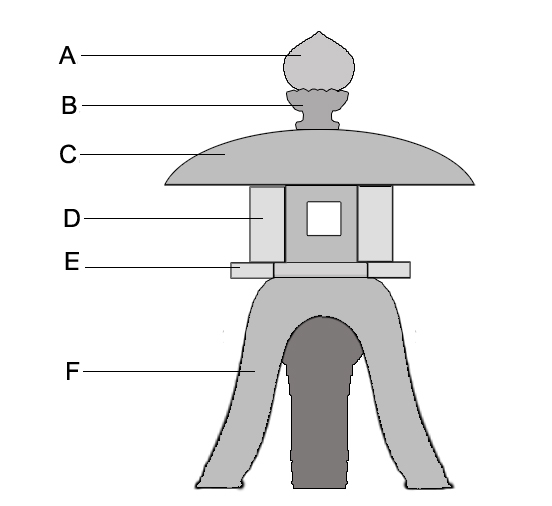
Mitsuashigata tōrō
A. Hōju of Kurin, B. Ukebana, C. Kasa, D. Hibukuro, E. Chūdai of Ukebachi, F. Jirin, Dai of Sao.

Yukimi-dōrō (雪見燈籠), 'sneeuwtonende' lantaarn is een afwijkend hoofdtype lantaarn met drie, vier of zes poten, in plaats van een schacht (sao) en een sokkel (kiso). Het type met vier poten komt het meest voor.
Yukimi-dōrō zijn gewoonlijk betrekkelijk laag, en worden uitsluitend in tuinen gebruikt. De traditionele plaatsing is meestal op een ruim grasveld of in de buurt van het water en een lantaarn met drie poten heeft vaak twee poten in het water en één op het land, bijvoorbeeld op een vlakke rots. Dit type werd waarschijnlijk ontwikkeld tijdens de Momoyama-periode, maar de oudst bestaande voorbeelden, gevonden in de Katsura Villa in Kioto, gaan alleen terug tot de vroege Edo-periode (zeventiende eeuw). Dit type lantaarn werd voornamelijk gebruikt voor residentiële tuinen, maar ook in theetuinen. Dit type werd waarschijnlijk ontwikkeld tijdens de Momoyamaperiode, maar de oudst bestaande voorbeelden gaan alleen terug tot de vroege Edoperiode (zeventiende eeuw).
Tot yukimigata tōrō behoren enkele typen veelgebruikte lantaarns. Bekende typen zijn onder andere de rankeigata tōrō, kotojigata tōrō, mitsuashigata tōrō en yotsuashigata tōrō.

#### Opbouw vanYukimigata tōrō
Yukimi-lantaarns hebben (van boven naar beneden) de volgende op elkaar gestapelde elementen: hōju of kurin (siertop,'juweel' of eindknop, inclusief de ukebana, 'ontvangende bloem, lotus'), kasa (dak, pet of paraplu), hibukuro (lichtkamer of vuurkast), chūdai of ukebachi (middenplatform voor de vuurhaard), en jirin, dai of sao (de basis, kan een tot zes voeten hebben). Een onderste platform of sokkel (kiso) ontbreekt.
De lantaarns hebben als basis niet de gebruikelijke stam (sao), maar ze staan op één tot zes gebogen poten. De meeste yukimi-dōrō zijn zeskantig boven de middenplatform (chūdai), maar achtzijdige en afgeronde lantaarns komen ook veel voor. De vuurkamer (hibukuro) is meestal zeskantig. Bij een lantaarn met een halve-maanvormige lichtopening moet deze opening altijd naar het westen worden gedraaid, terwijl een volle-maanvormige opening naar het oosten moet worden gedraaid naar de opvatting van sommige Theemeesters. Niet voor iedereen is dit van groot belang en ze geven er de voorkeur aan de lantaarn te draaien zodat het licht het beste eruitziet in de tuin. Het is een lantaarn met een plat dak of paraplu (kasa) dat zeer breed is in vergelijking met de hoogte van de lantaarn, en een breed oppervlak vormt voor het vangen van sneeuw. De term 'sneeuwkijken' of 'sneeuwtonen'verwijst naar de gelijkenis van de kasa met een bamboehoed met een ophoping van sneeuw bovenop. De paraplu of dak (kasa) kan rond zijn of drie tot acht zijden hebben. De brede paraplu is zonder of met een lage eindknop of juweel (hōju). Het juweel staat licht hellend.

Yukimigata tōrō - sneeuwtonende lantaarns
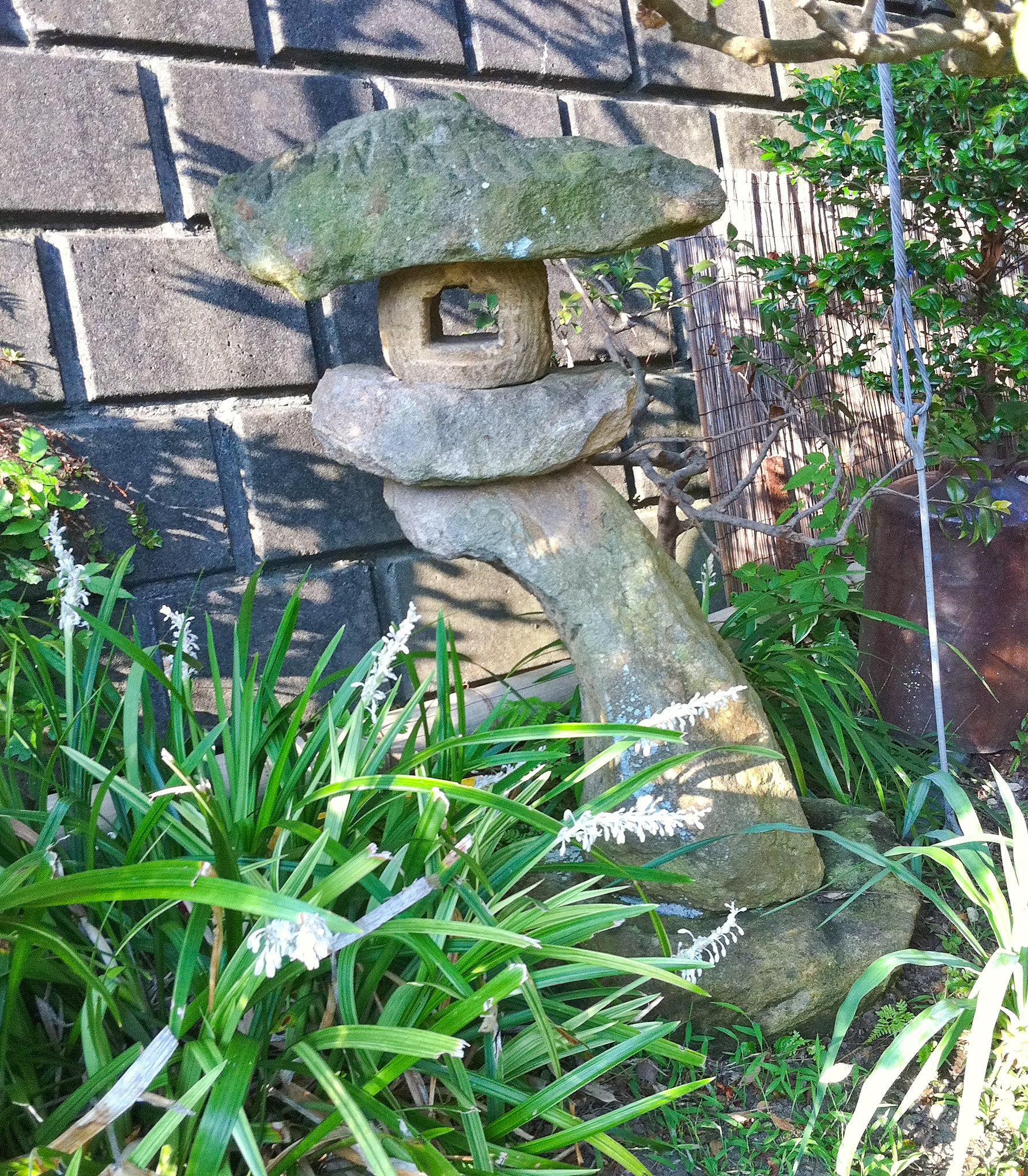
Rankei-dōrō met een poot
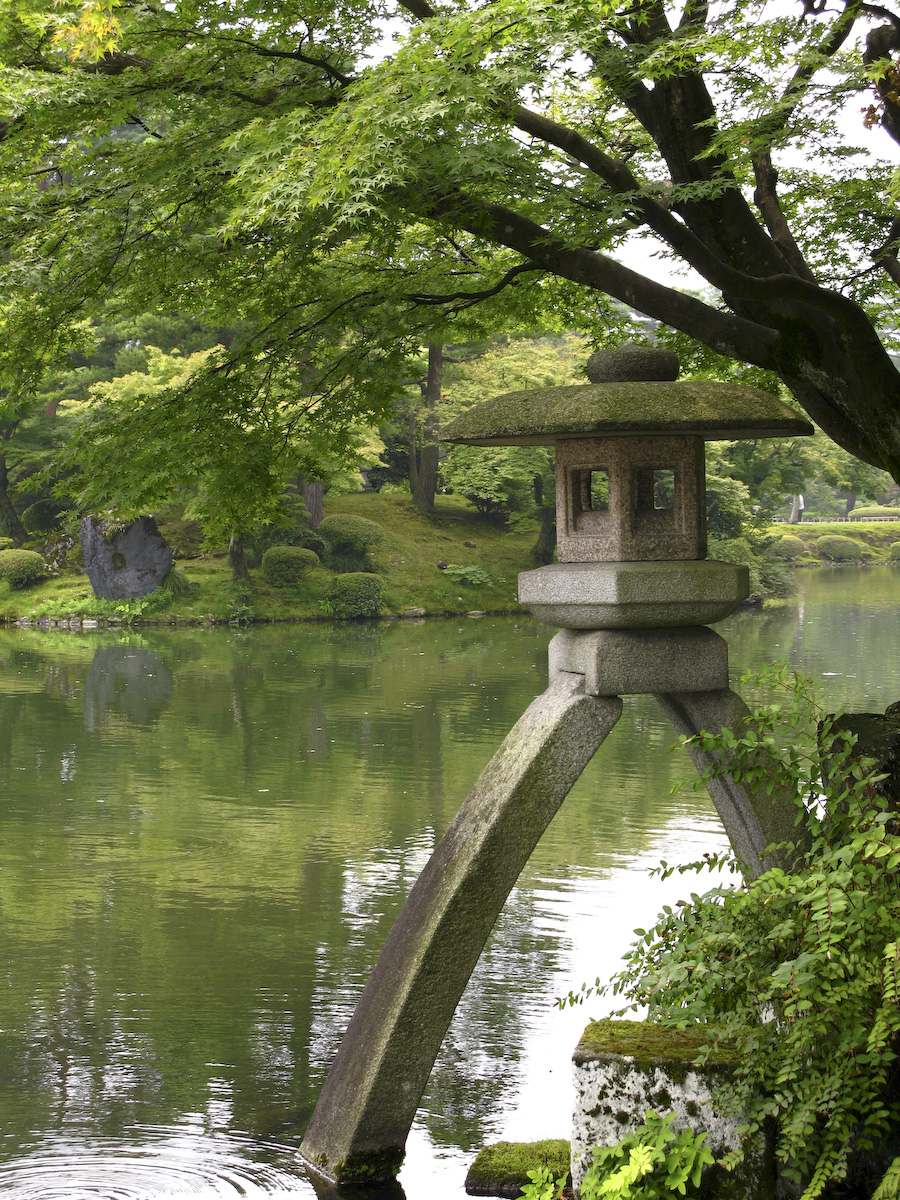
Kotojigata tōrō met twee poten
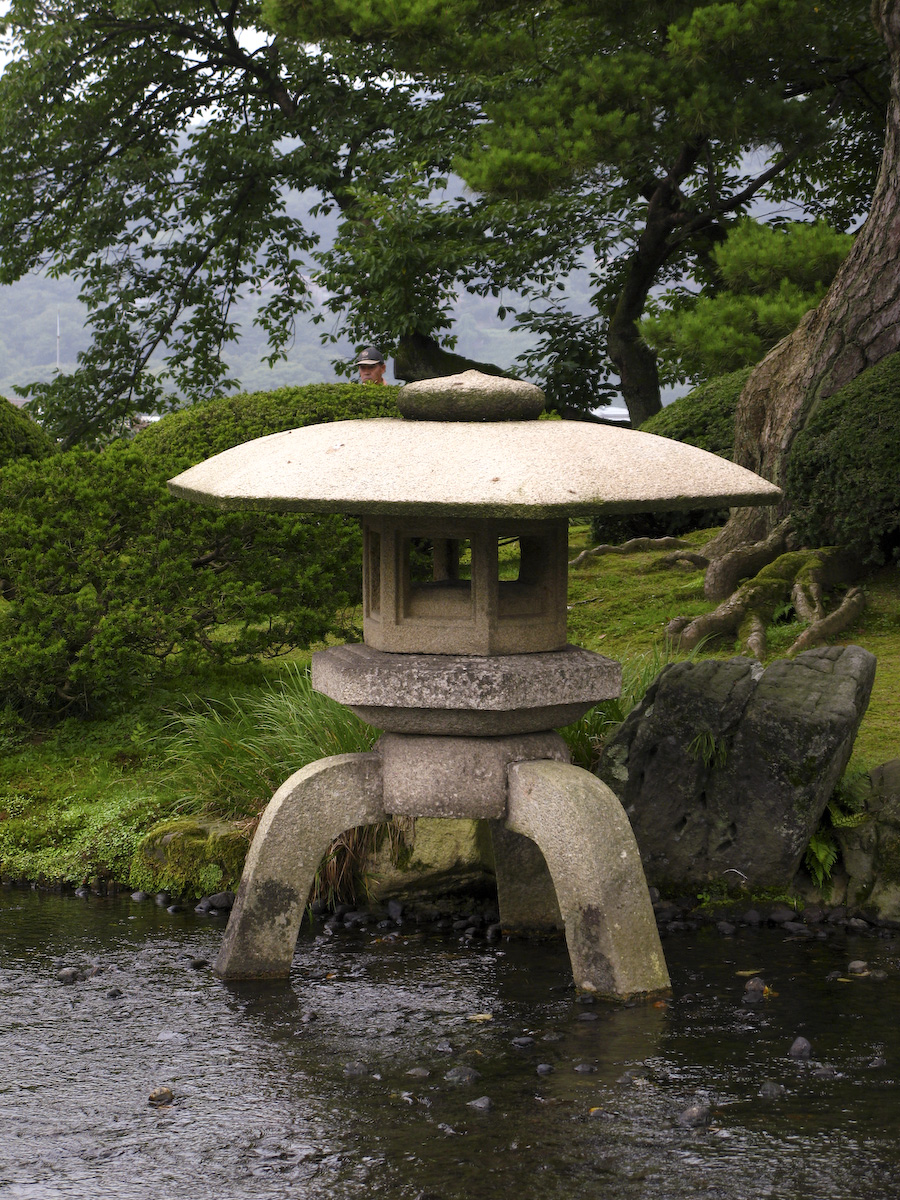
Mitsuashigata tōrō met drie poten
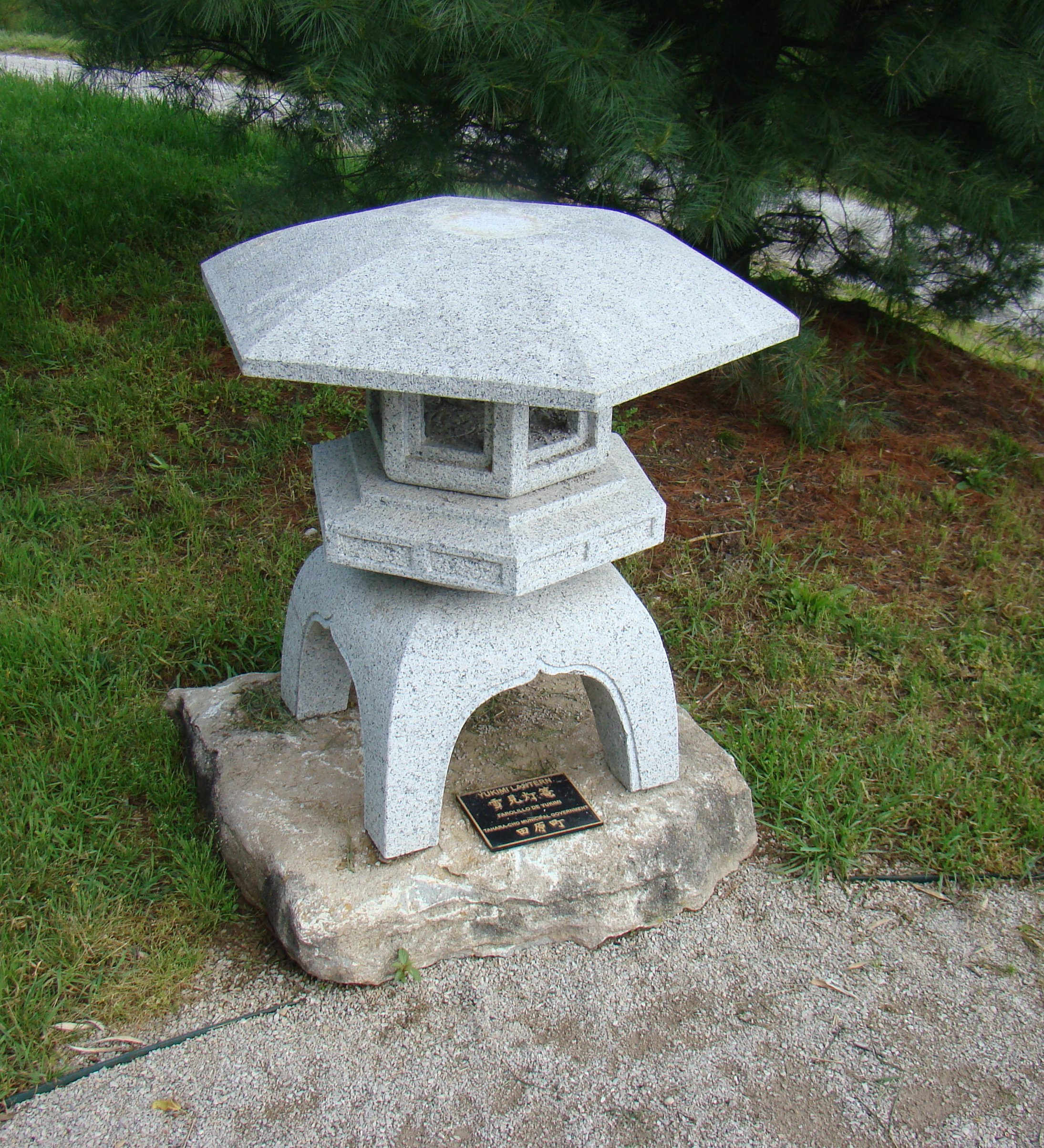
Yotsuashigata tōrō met zeskante vuurkamer en dak

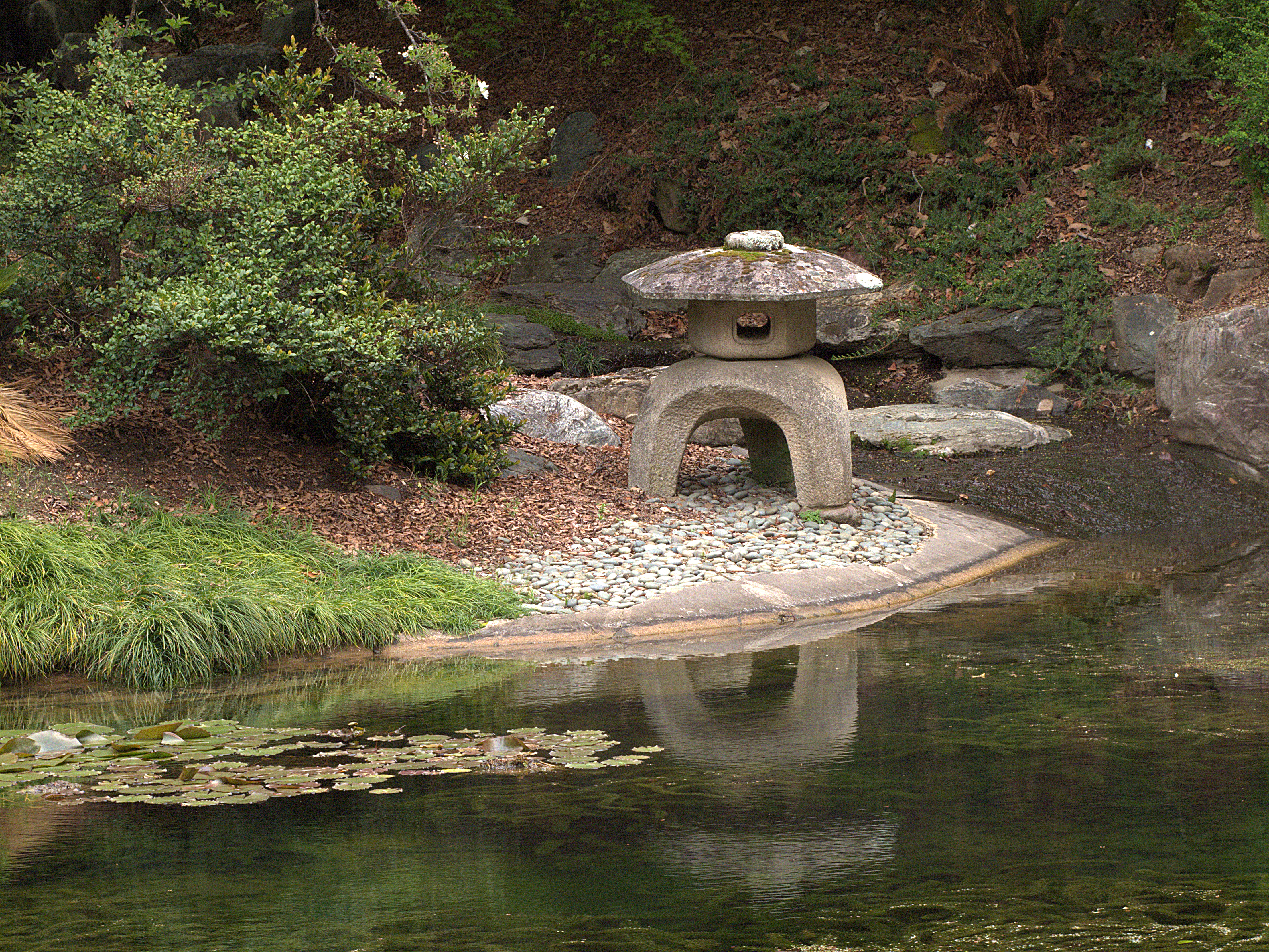
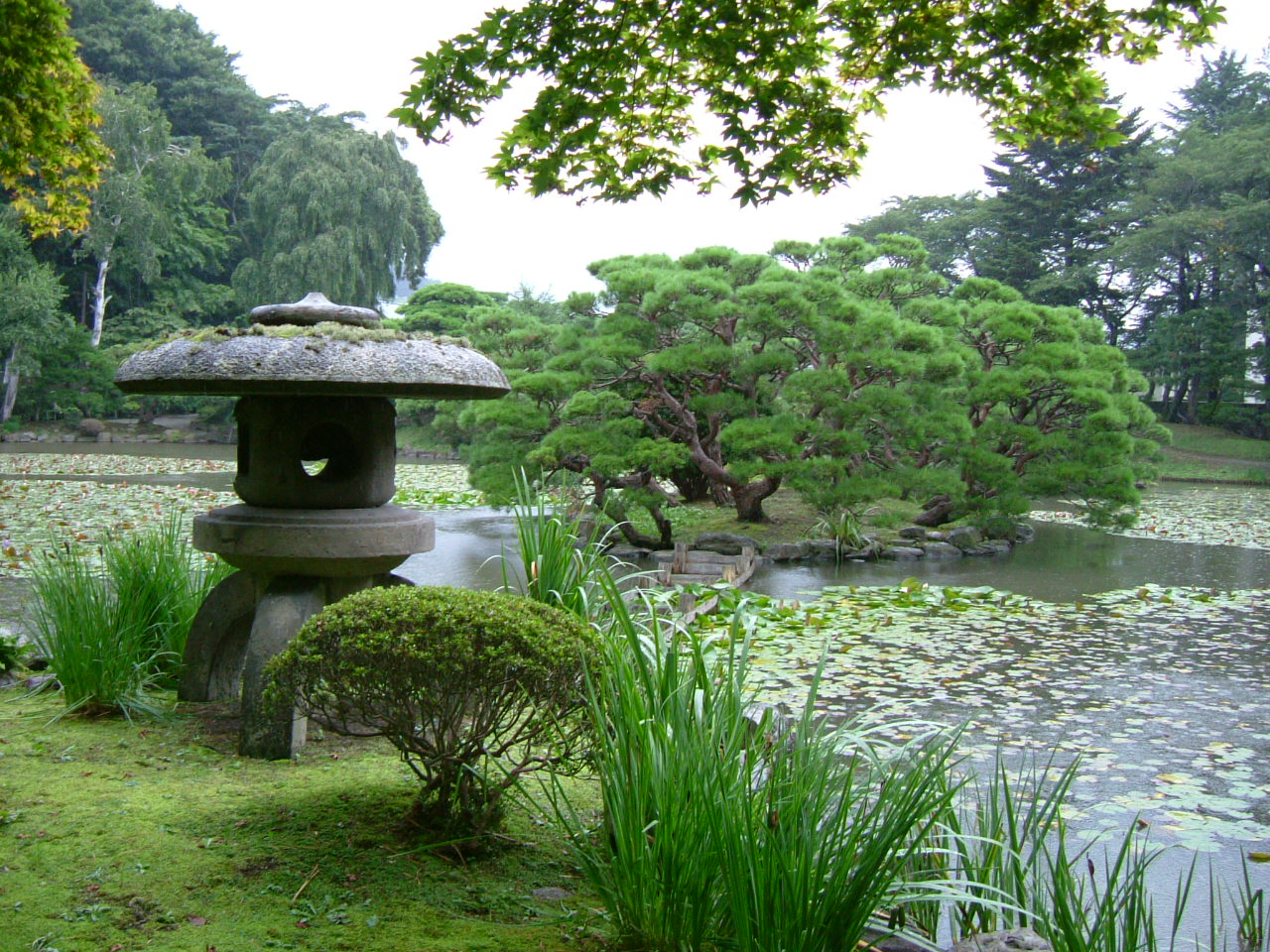
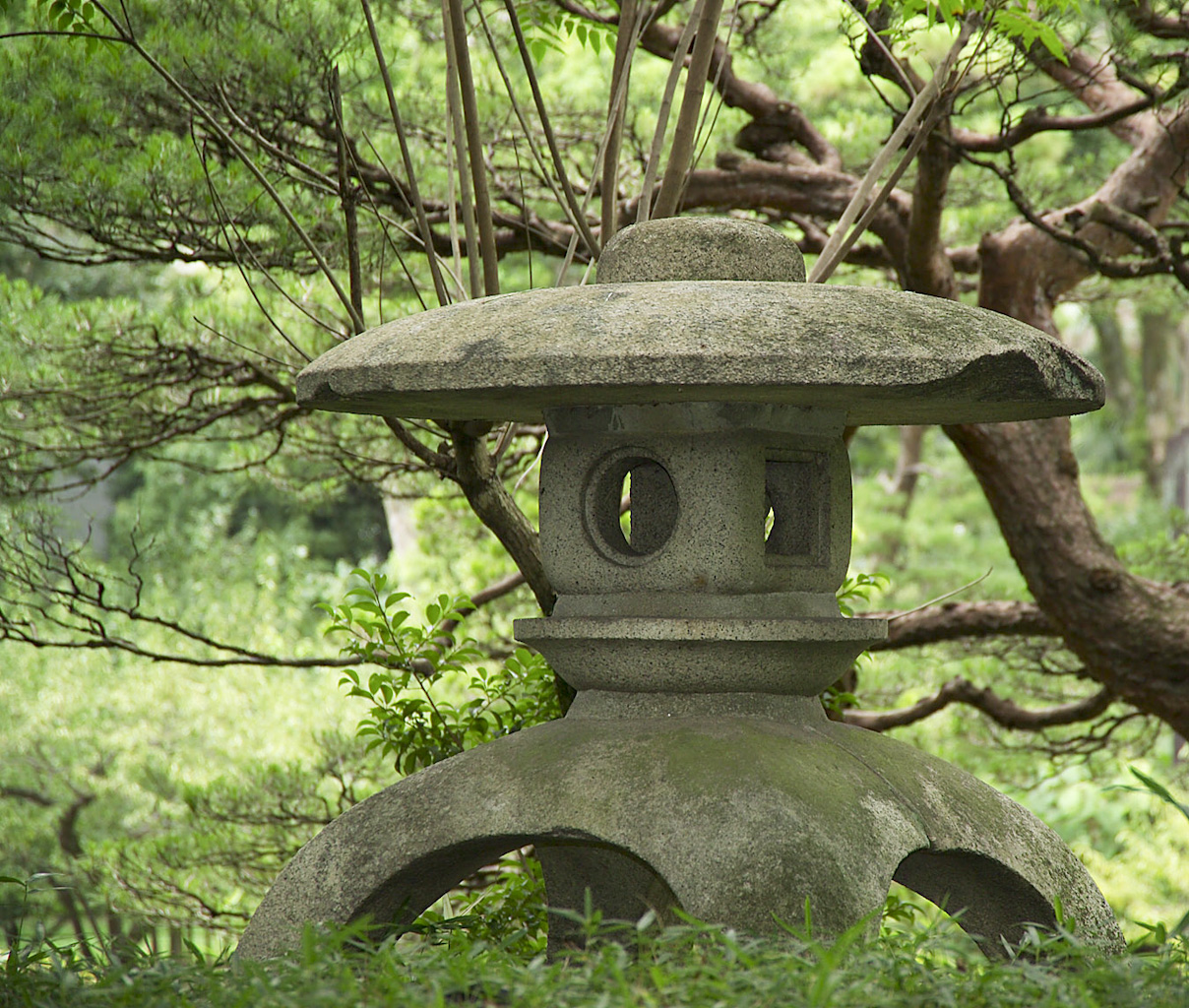
Viervoetige lantaarn in Shukkei-en in Hiroshima

Rankeigata tōrō (蘭渓形燈籠) is een 'waterkant-lantaarn'. Het is een stenen lantaarn die staat op een lange gebogen paal (sao) en hangt over het water.
Kotojigata tōrō (琴柱形灯籠) is een tweebenige lantaarn, die gevonden wordt op de noordelijke oever van Kasumigaike in Kenrokuen, prefectuur Ishikawa. De kotojigata tōrō is erg groot, ongeveer 270 cm hoog en heeft twee kolommen (sao). De kolom aan de kant bij het water is langer dan de kolom op de oever, die is ingegraven of rust op natuurlijke rots. De vuurkamer (hibukuro) en het dak (kasa) zijn zeszijdig. De lantaarn werd gebouwd tijdens de vroege Edoperiode. Een vergelijkbaar gevormde lantaarn is te vinden in de tuin van Tennouji in Osaka.
Mitsuashigata tōrō (三足形燈籠) is een driepotige lantaarn, een 'sneeuwtonende' lantaarn (yukimi-dōrō) ondersteund door drie benen of voeten.
Yotsuashigata tōrō (四脚形燈籠) is een viervoetige lantaarn, een 'sneeuwtonende' lantaarn (yukimi-dōrō) ondersteund door vier poten.

## Okigata tōrō
Okigata tōrō (置燈籠) (letterlijk: kleine lantaarn) is een verplaatsbare, 'zittende' of pootloze tōrō (Japanse lantaarn) met een grote variatie aan vormen.
Oki-dōrō is een stenen lantaarn, bestaande uit een dak (kasa) en een vuurkamer (hibukuro), en soms met een middenplatform (chūdai). Een sokkel (kiso) en een schacht (sao) ontbreken. Oki-dōrō rusten direct op de grond en zijn op geen enkele manier bevestigd. Deze 'zittende', stenen lantaarns vertonen sterke gelijkenis met hangende, metalen lantaarns, tsurigata tōrō, die zijn neergezet. Deze betrekkelijk lage lantaarns worden gebruikt voor het verlichten rond huisingangen, van paden en van gebieden in de buurt van gebouwen, bij oevers of aan het water. Deze lantaarns kunnen duidelijk gezien worden vanaf rotsen of een boot, en boten gebruiken ze voor verlichting.
Tot Okigata tōrō (verplaatsbare, zittende lantaarns) worden o.a. gerekend: misaki tōrō (kaaplantaarns), temari-dōrō (ballantaarns), sankō-dōrō (doosvormige lantaarns). Verdere typen oki-dōrō zijn onder andere: akari oki-dōrō, hakkaku oki-dōrō, kaori-ji oki-dōrō, kusaya oki-dōrō, rokkaku oki-dōrō, sunshoan oki-dōrō

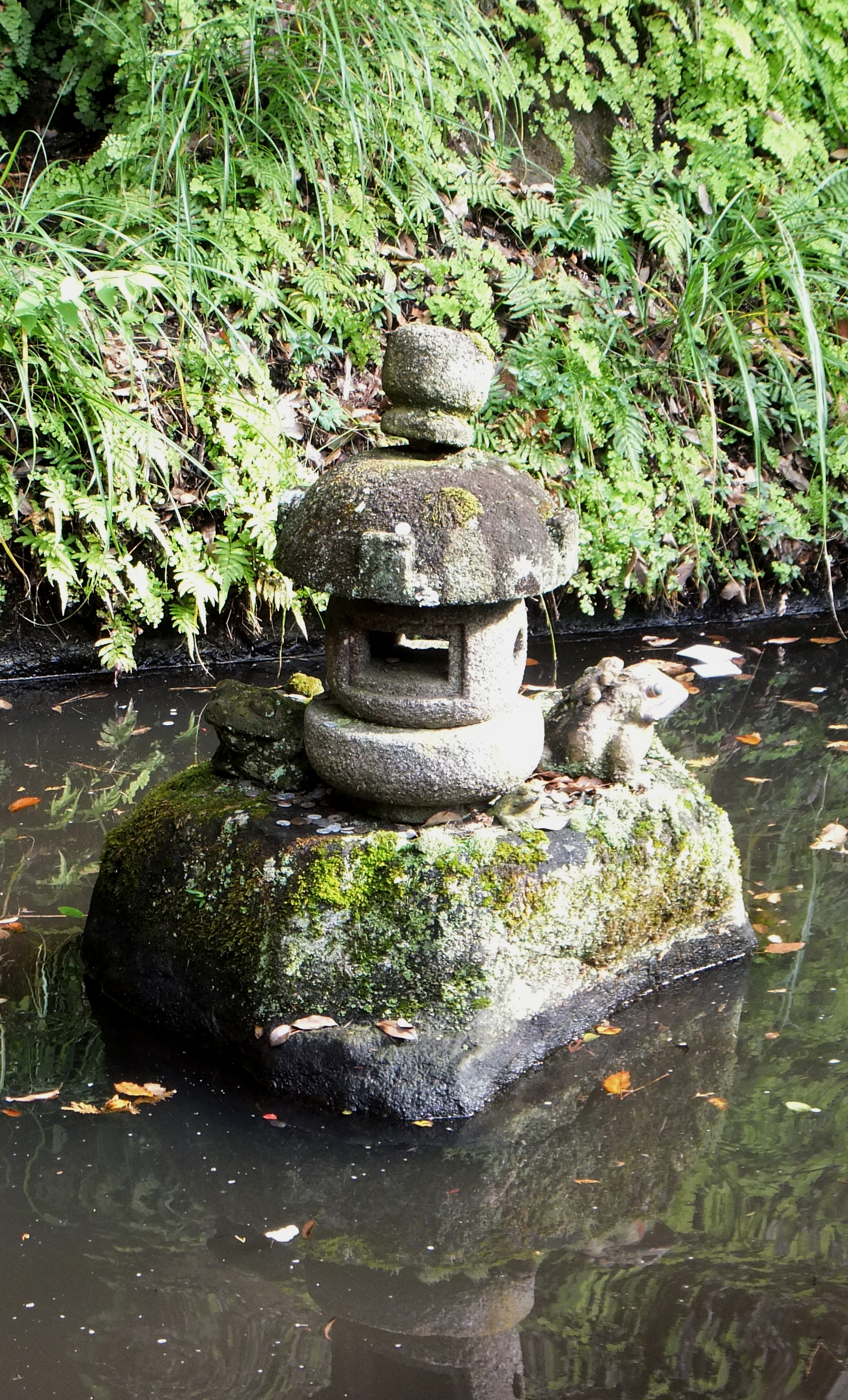
Als kaaplantaarn (misaki tōrō) bij het water geplaatste oki-dōrō
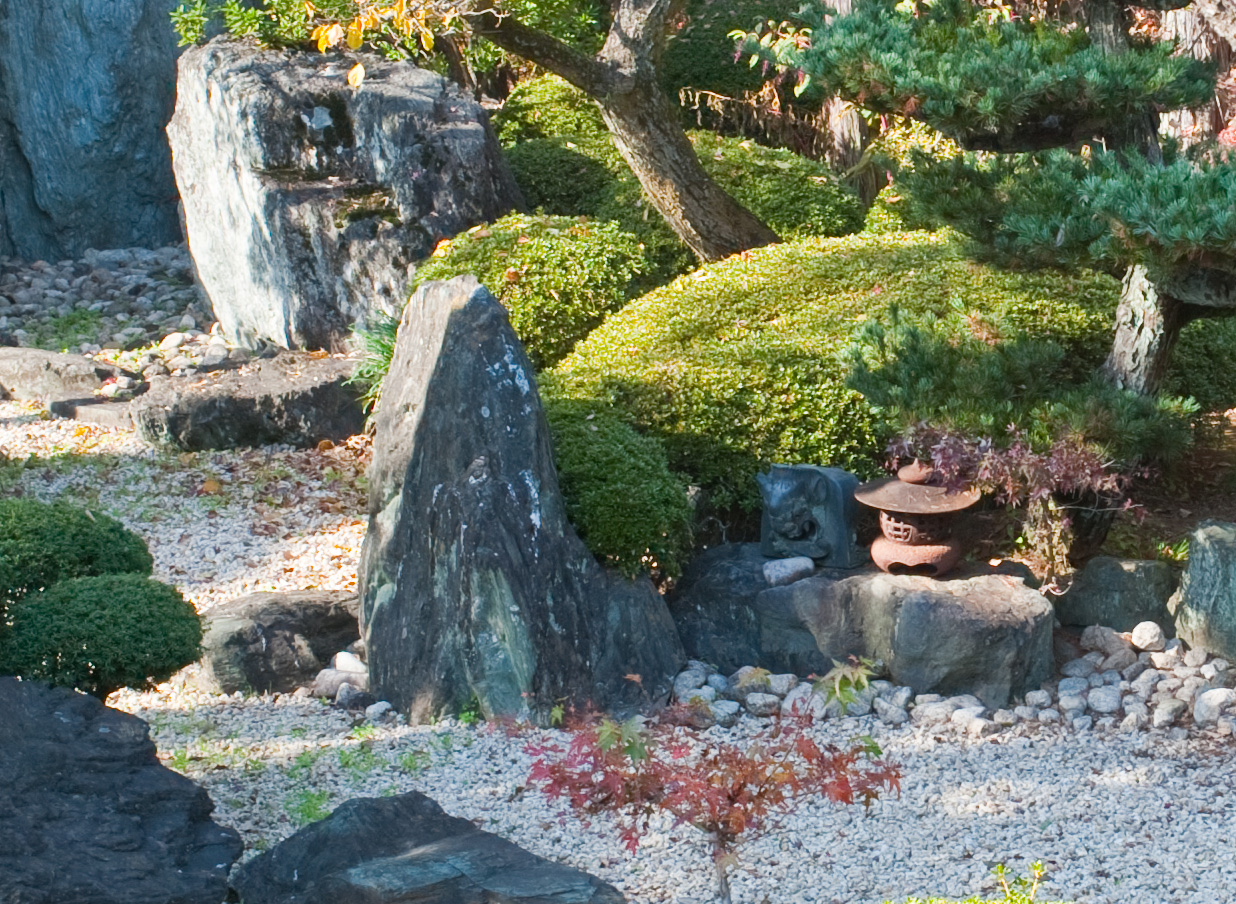
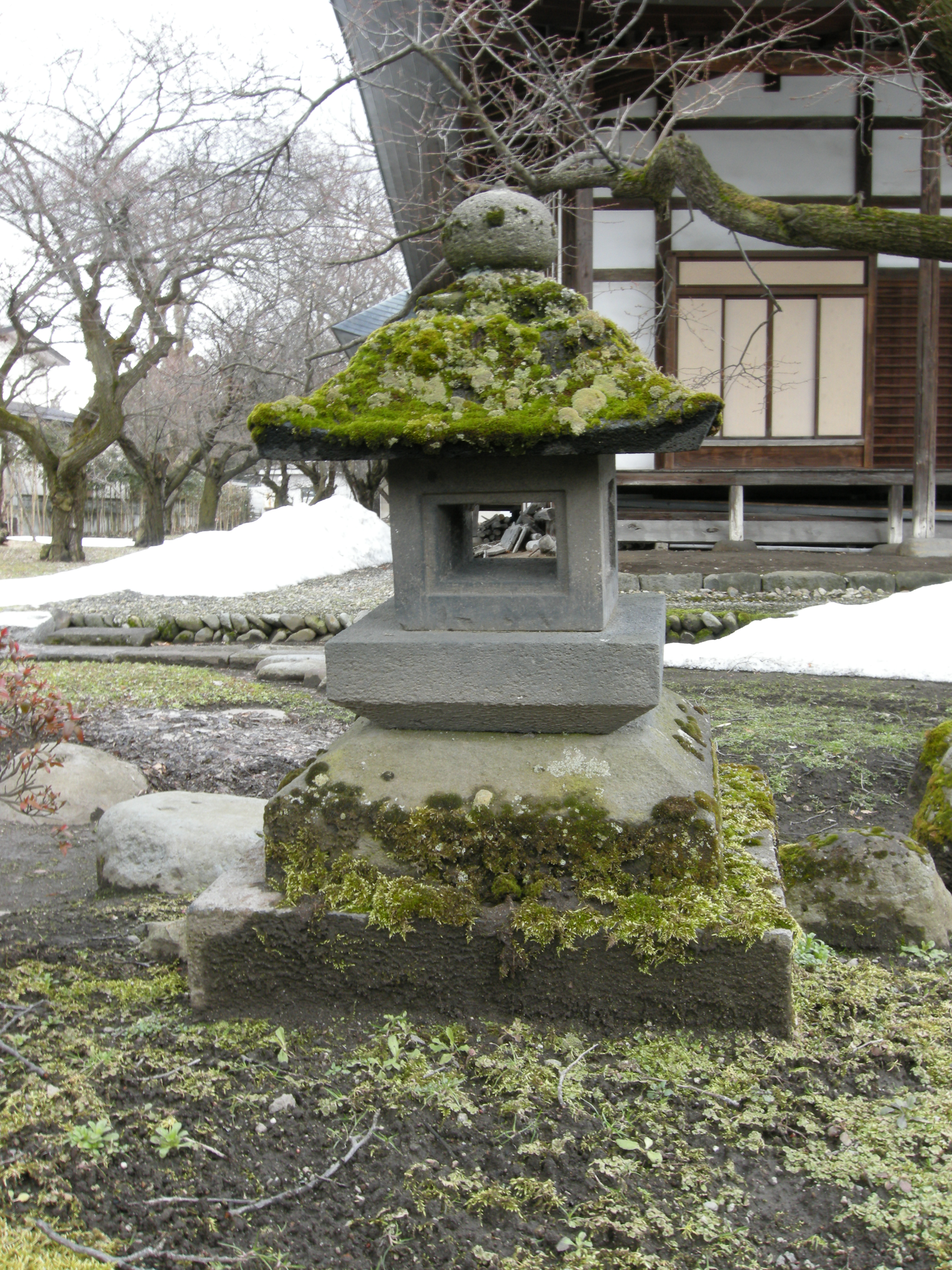
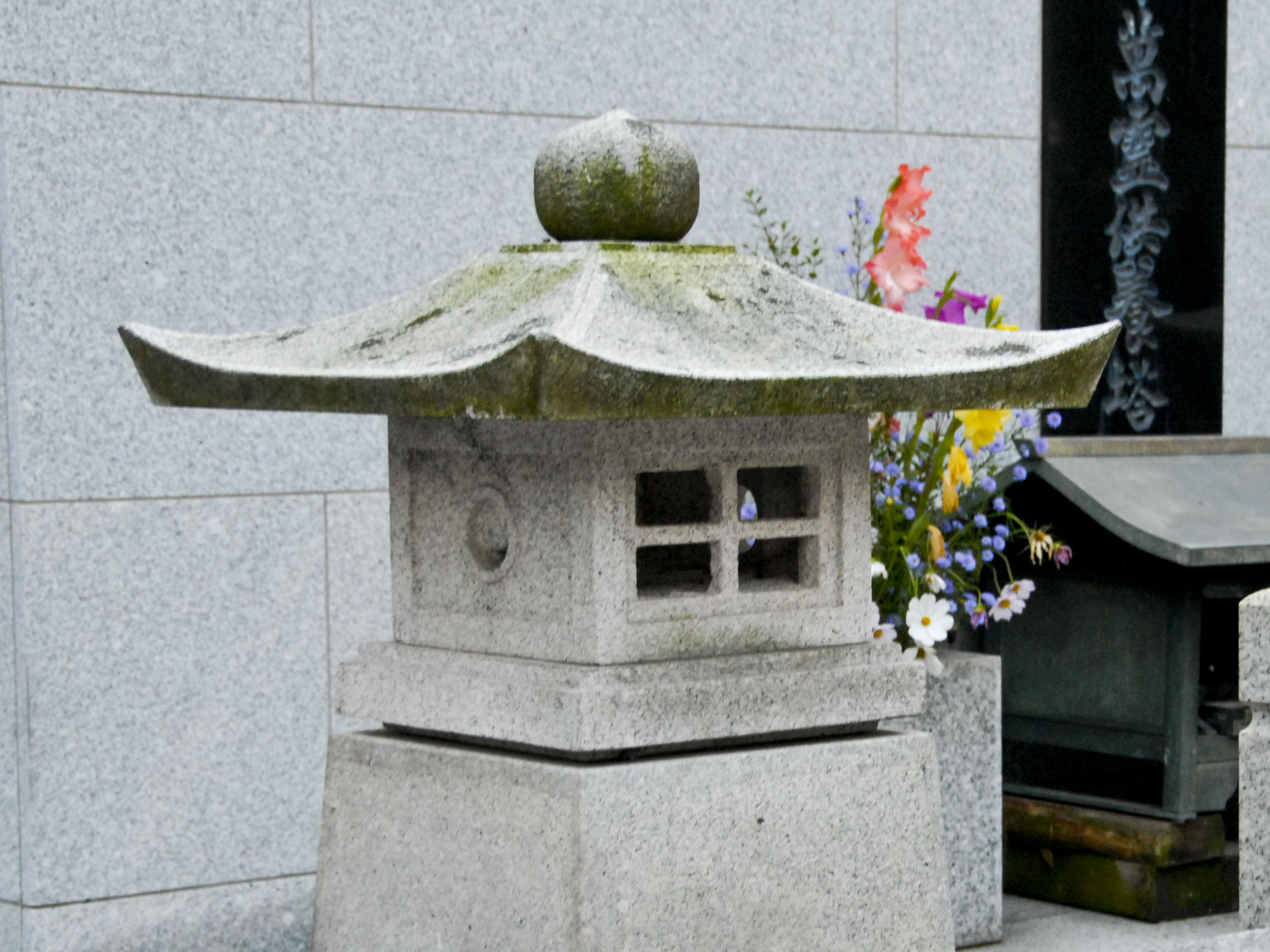
Oki-dōrō

Misaki tōrō (岬燈籠) is een kaaplantaarn. Het is een stenen, meestal pootloze lantaarn (oki-dōrō) op de top van een rots of heuveltje (als een kaap of landtong) aan de rand van een vijver. Het werd oorspronkelijk nachts gebruikt voor de verlichting tijdens pleziervaarten.
Temari-dōrō (手鞠燈籠) of bol-lantaarn is een type pootloze lantaarn (oki-dōrō), slechts bestaande uit onderdelen vanaf het platform (chūdai) omhoog. De naam komt van de gelijkenis van de vuurkamer (hibukuro) met een traditionele bal van opgewikkeld draad (temari). Het was populair in de Edo-periode.
Sankō-dōrō (三光灯籠), 'drie-lichten lantaarn', is ongewone lantaarnstijl die gevonden kan worden langs de vijver in Katsura Rikyū in Kyoto. Het is een kleine, verplaatsbare, rechthoekig doosvormige lantaarn met een laag dak. De binnenkant lijkt eruit geschept en is bedekt met een dak (kasa). Een zon en een maan zijn uitgesneden aan de twee lange zijden (nakaku) van de vuurkamer (hibukuro) en aan een van de kortere zijden is een stervormig venster (ensō) om de vlam aan te steken. Het dak (kasa), dat dient als de paraplu of dak en is afgeschuind. De zon, halve maan en ster worden de "drie lichten" genoemd. Deze lantaarn wordt meestal in de buurt van water geplaatst en is ontworpen om het pad voor een voetganger te verlichten nadat hij de vijver was overgestoken en uit de boot was gestapt.

## Tōgata tōrō
Tōgata tōrō (塔形灯籠) zijn op Japanse pagodes (tō) gelijkende Japanse lantaarns (tōrō), pagodes met een lantaarnfunctie of tot een lantaarn omgebouwde pagode. Ze worden gekenmerkt door een sōrin (vergelijkbaar met een kruisbloem) op het bovenste dakje, zoals ook Japanse pagodes die hebben. Voorbeelden zijn hōtōgata tōrō en sōtōgata tōrō. Sōtō en hōtō zijn bepaalde houten of stenen pagodes.